# Адольф Гітлер
Адо́льф Гі́тлер (нім. Adolf Hitler, Німецька: [ˈadɔlf ˈhɪtlɐ] ( прослухати)); 20 квітня 1889, Браунау-на-Інні, Австро-Угорщина — 30 квітня 1945, Берлін, Німеччина) — політичний та державний діяч Веймарської республіки та Третього Райху, Райхсканцлер (1933—1945), лідер Націонал-соціалістичної робітничої партії Німеччини — НСРПН (нім. Nationalsozialistische Deutsche Arbeiterpartei; NSDAP). Гітлер прийшов до влади як канцлер Німеччини 1933 року, а пізніше — як Фюрер і Райхсканцлер від 1934 до 1945 року. Під час диктатури націонал-соціалістичної партії 1933—1945 років, був одним з ініціаторів Другої світової війни в Європі, розпочатої вторгненням до Польщі 1 вересня 1939 року. Брав участь у керівництві військовими операціями протягом Другої світової війни. З його іменем пов'язують численні злочини проти людства, скоєні націонал-соціалістичним режимом, як у самій Німеччині, так і на окупованих нею територіях, включно з Голокостом.
Гітлер народився у Верхній Австрії, на той час у складі Австро-Угорщини, і виріс неподалік міста Лінц. На початку Першої світової війни пішов добровольцем до німецької армії та був нагороджений Залізним Хрестом. 1919 року вступив до Німецької Робітничої Партії (нім. Deutsche Arbeiterpartei), що пізніше за його участі стала НСРПН, і став її лідером у 1921 році. 1923 року був одним із лідерів невдалої спроби захоплення влади у Баварії і був 1924 року засуджений до ув'язнення. У в'язниці продиктував перший том своєї автобіографії та політичного маніфесту Моя боротьба (нім. Mein Kampf — Моя боротьба). Після звільнення у грудні 1924 року, критикуючи Версальський договір, пропагуючи пангерманізм, антисемітизм та засуджуючи міжнародний капіталізм і комунізм, як частину єврейської змови, за допомогою харизматичного ораторського мистецтва сприяв відновленню діяльності партії і її масовій підтримці населенням.
У листопаді 1932 року НСРПН здобула найбільшу кількість місць серед усіх партій німецького Рейхстагу, однак не мала більшості. Як результат, жодна партія не змогла сформувати парламентську коаліцію для підтримки кандидата на посаду райхсканцлера. Колишній канцлер Франц фон Папен та інші консервативні лідери переконали президента Пауля фон Гінденбурга призначити канцлером Гітлера 30 січня 1933 року. Невдовзі, Райхстаґ прийняв Закон про ліквідацію бідування народу та держави, який розпочав процес перетворення Веймарської республіки на націонал-соціалістичну Німеччину, — Третій Рейх,— однопартійну диктатуру, що базувалась на тоталітарній та самодержавній ідеології націонал-соціалізму. Гітлер вжив заходів щоб позбутися євреїв у Німеччині та створити новий порядок протидії тому, що він розглядав, як несправедливість міжнародного порядку сформованого після Першої світової війни, в якому панували Велика Британія та Франція. Військово-промисловий комплекс, розвитку якого НСРПН сприяла у перші роки свого правління, вивів Німеччину з глибокої економічної кризи. Гітлеру вдалося скасувати обмеження, накладені на країну після Першої світової війни та здійснити анексії територій, населених мільйонами етнічних німців, що надало йому значної народної підтримки.
Під керівництвом Гітлера та мотивованої расизмом ідеології, націонал-соціалістичний режим був організатором геноциду євреїв (близько 6 мільйонів жертв) та мільйонів інших жертв, яких він та його послідовники оголосили Унтерменшами (нім. Untermensch — недолюдина) або соціально небажаними. Гітлер і націонал-соціалістичний режим також були звинувачені у вбивствах 19,3 мільйона мирних жителів і військовополонених. Внаслідок військових дій на європейському театрі загинуло 28,7 мільйона військових та мирних жителів. Кількість мирних жителів, що загинули під час Другої світової війни була безпрецедентною в умовах ведення війни, а загальні втрати роблять її найсмертельнішим військовим конфліктом в історії людства.
Діяння Гітлера та націонал-соціалістичної ідеології майже повсюдно розглядаються як дуже аморальні. За словами британського історика Яна Кершоу, «ніколи історія не бачила такого руйнування — фізичного та морального, яке було б пов'язане з ім'ям однієї людини». Міжнародний військовий трибунал визнав злочинними, створені під керівництвом Гітлера, організації СС, гестапо, а також керівництво націонал-соціалістичної партії.

## Ранні роки

### Прізвище
У пропагандистській російській літературі можна зустріти вказівку, що справжнє прізвище Адольфа було Шикльґрубер (наприклад,). Але Адольф Гітлер ніколи не носив цього прізвища. Його батько, як незаконно народжений син Анни Марії Шикльґрубер, носив це прізвище до 40 років. Після усиновлення його Георгом Гітлером, від 1887 року, він мав прізвище Гітлер, ще за два роки до народження сина Адольфа.

### Дитинство та юність
Адольф Гітлер народився 20 квітня 1889 року в готелі «У померанця» в Браунау-на-Інні, маленькому австрійському містечку поблизу Лінца, на кордоні з Баварією, на території тодішньої Австро-Угорщини.

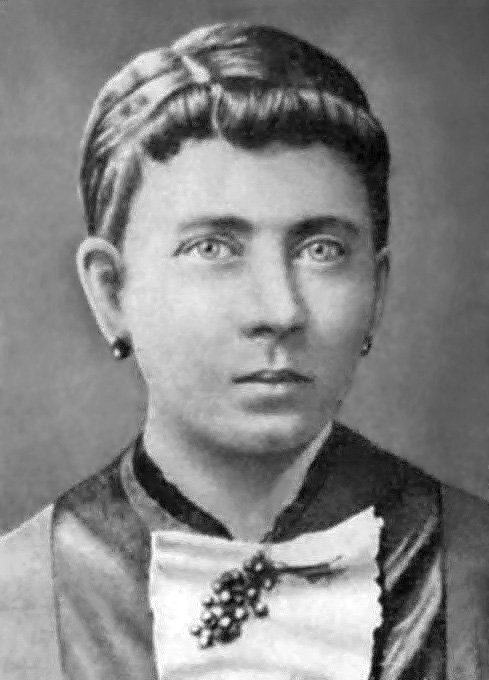
Клара Гітлер, мати Гітлера.

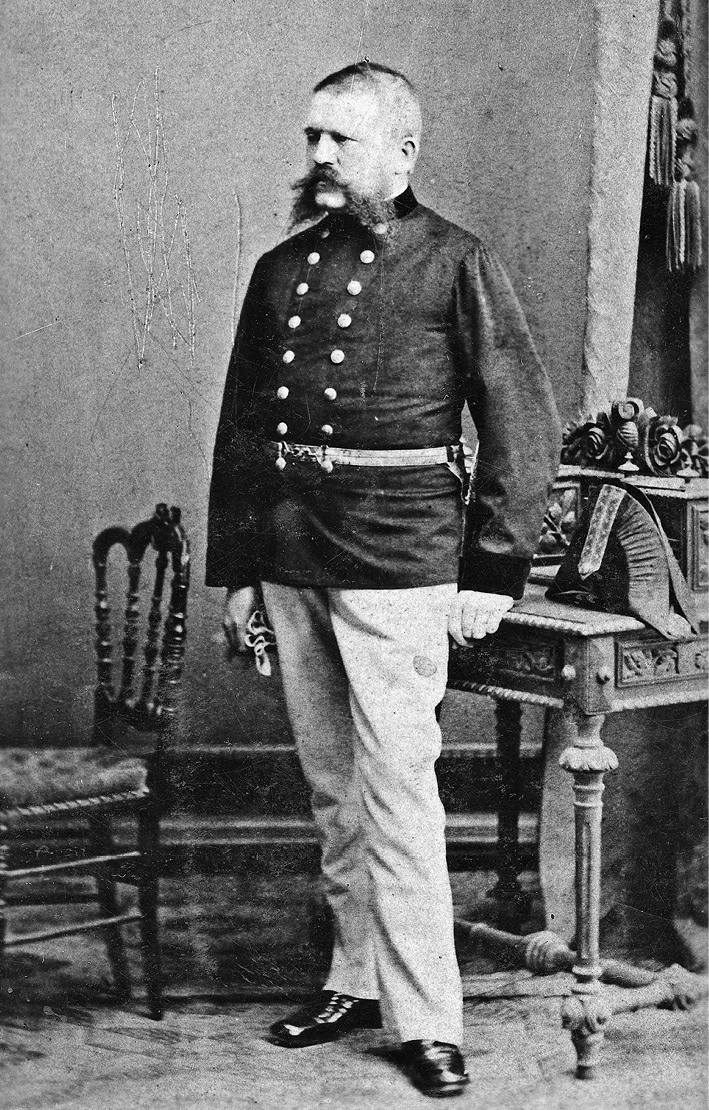
Алоїс Гітлер, батько Гітлера.

Він був четвертим із шести дітей Алоїса Гітлера (до того — Шикльґрубера), дрібного службовця-митника, який 1887 року взяв прізвище свого названого батька — Гітлер, та Клари Гітлер (до шлюбу Пельцль (Pölzl)). Алоїс та Клара були родичами, і для їхнього шлюбу (1884 року) довелося отримувати дозвіл Риму. Сам Адольф Гітлер ніколи не носив прізвища Шикльґрубер, як це пізніше стверджували його політичні супротивники, що також приписували йому єврейське походження. Із шести дітей Алоїса Шикльґрубера дорослого віку досягли лише Адольф та його сестра Паула.

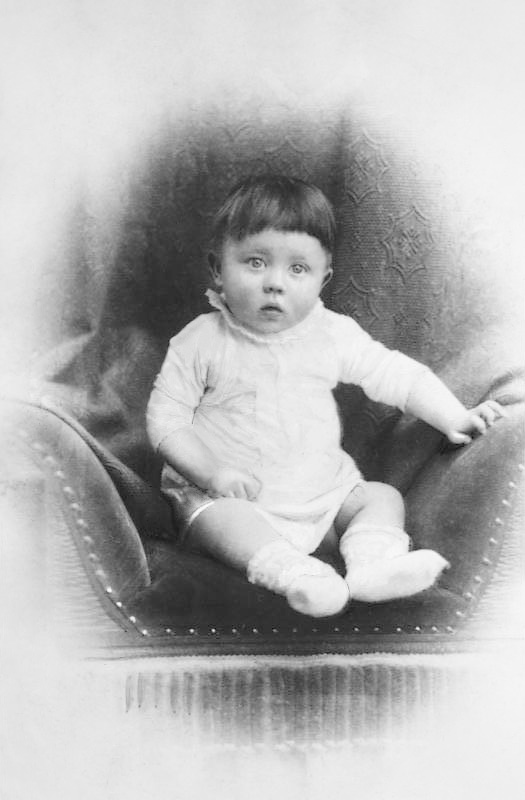
Адольф у дитинстві, кінець 1889 року.

У великодній понеділок 22 квітня, о 3 годині 15 хвилині, католицький священник Ігнатій Пробст, що служив у Браунау-на-Інні, охрестив дитину ім'ям Адольф.
Дитинство Адольфа минало під сильним впливом суворого батькового виховання, який хотів примусити сина повторити його кар'єру службовця, та безумовної любові матері.
1892 року батька підвищили на службі й перевели до Пассау, куди й переїхала сім'я. 1895 року сім'я переїхала до Гольфельда, поблизу Ламбаха-на-Трауні, де батько придбав будинок із ділянкою, площею 38 тис. м².
Дитячою читанкою Гітлера були твори Джеймса Фенімора Купера та Карла Мая. Випадково натрапивши в батьківському домі на брошурку на військову тему (антинаполеонівські війни), почав цікавитися війною та солдатами.
Навчатися Адольф почав 1895 року в народній школі у Фішльгаймі, поблизу Ламбаха. Школа була маленькою, з однією класною кімнатою, де один вчитель навчав три класи.
Цього ж року батько достроково виходить на пенсію за станом здоров'я, однак пенсію йому призначили в повному обсязі за більш ніж 40-річну службу.
Від вересня 1900 року Адольф навчався у державній реальній школі в Лінці.
3 січня 1903 року батько Гітлера помер 65-річним, Адольфові було тоді 13 років. Спроби матері й далі виховувати його в батьківський спосіб були не надто успішними. Через проблеми в школі, що виникли внаслідок його характеру, від 1904 року Адольф продовжує навчання в реальній школі у Штайрі, де живе у шкільному пансіоні. 1905 року він важко захворів і залишив школу.
У реальній школі, яку відвідував хлопчик, він мав серйозні труднощі: вже перший рік навчання (1900/01) йому довелося повторити. У школі Гітлер мало чим виділявся. Його вчителі говорили про недостатнє бажання працювати, яке, до того ж, швидко зникає. Це, а також часті переїзди родини й зміна шкіл, не допомогло йому досягти академічних чи професійних успіхів. У своїй книзі-життєписі «Моя боротьба» Адольф Гітлер наголошує, що навмисне вчився погано, протестуючи проти бажання батька бачити його державним службовцем, а не художником, як того хотів Адольф. Смерть батька не поліпшила успішність Адольфа у школі.
Лише з другої спроби вступивши до вищої реальної школи, у віці 16 років покинув навчання. Тоді він почав пити, причому колись напився так сильно, що його підібрала вночі на приміському шляху якась служниця. Після цієї події він став антиалкоголіком.
З 1905 року Гітлер жив досить непоганим життям у Відні, отримуючи пенсію для сиріт, яка, всупереч розповідям про його юність, була не такою вже маленькою, та матеріальну підтримку від своєї матері. Також він підробляв як тимчасовий працівник, коли мав потребу в грошах, та як художник, продаючи акварелі.
Віденська Академія образотворчих мистецтв відхилила його заяву на вступ двічі: в 1907 і 1908, пославшись на його «нездатність до живопису». Директор академії рекомендував Гітлера як дослідника архітектури, але в того не було документів про освіту, щоб це якось підтвердити.
21 грудня 1907 року, його мати померла у віці 47 років від раку грудей. Гітлер втратив останню в житті опору. Родичі не хотіли фінансово підтримувати шкільного невдаху та безробітного. У нього бракувало грошей, а родичі не надавали йому жодної матеріальної підтримки. У той період життя його єдиним доходом стала сирітська пенсія.
У 1909 році він жив у притулку для безхатьків, а 1910 року оселився в будинку для бідних робітників. У той час, коли Гітлер жив у Відні, це місто було осередком релігійності й расизму, що вели свої традиції від XIX століття. Містяни побоювалися навали іммігрантів зі Сходу, навіть тогочасний мер нерідко використовував забарвлену антисемітизмом риторику для політичного ефекту.
Гітлер читав місцеві газети, сповнені публікацій про те, що євреї зі Сходу заполонили всі сфери життя. Зважаючи на таке загальне становище у Відні, складно визначити, коли саме в Гітлері сформувався антисемітизм. Деякі джерела навіть дають переконливі докази, що Гітлер мав єврейських друзів у гуртожитку і в інших місцях у Відні. Погляди багатьох істориків і дослідників розходяться з цього приводу.
Повністю Гітлер отримав майно свого батька лише в травні 1913 року і відразу ж переїхав до Мюнхена. Історики вважають, Гітлер поїхав з Відня, щоб уникнути призову до австрійської армії. Гітлер пізніше стверджував, що він не бажав служити державі Габсбурґів, в армії було забагато представників «нижчої раси». Згодом він провалив медичне обстеження в Зальцбурзі 5 лютого 1914, після чого повернувся в Мюнхен.

### Участь у Першій світовій війні

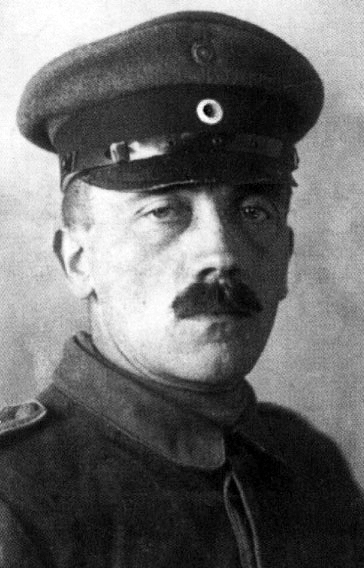
Єфрейтор Гітлер під час Першої світової війни.

1 серпня 1914 почалася Перша світова війна. Гітлер зрадів звістці про війну. Він негайно подав заяву Людвігу III, щоб отримати дозвіл служити в Баварській армії. Вже наступного дня йому запропонували з'явитися в будь-який баварський полк. Він вибрав 16-й резервний піхотний полк («полк Ліста», на прізвище командира).
16 серпня він був зарахований у 6-й резервний батальйон 2-го баварського піхотного полку № 16, що складався з добровольців. 1 вересня переведений в 1-у роту Баварського резервного піхотного полку № 16. 8 жовтня присягнув на вірність королю Баварії та імператору Францу Йозефу.
У жовтні 1914 року був відправлений на Західний фронт і 29 жовтня брав участь у битві на Ізері, а з 30 жовтня по 24 листопада — під Іпром.
1 листопада 1914 року Гітлеру надано звання єфрейтора. 9 листопада його перевели зв'язковим у штаб полку. З 25 листопада по 13 грудня він брав участь у позиційній війні у Фландрії. 2 грудня 1914 нагороджений Залізним хрестом другого ступеня. З 14 по 24 грудня брав участь у битві у Французькій Фландрії. З 25 грудня 1914 по 9 березня 1915 року — позиційні бої у Французькій Фландрії.
У 1915 році брав участь у битві під Нав-Шапелем, під Ла-Бассе і Аррасом. У 1916 році брав участь у розвідувальних і демонстраційних боях 6-ї армії у зв'язку з битвою на Соммі, а також у битві під Фромелем і безпосередньо в битві на Соммі. У квітні 1916 року знайомиться з Шарлотт Лобжуа. Поранений у ліве стегно осколком гранати під Ле Баргюр в першій битві на Соммі. Потрапив у лазарет Червоного Хреста в Бееліці. По виході з госпіталю (березень 1917 року) повернувся в полк у 2-у роту 1-го резервного батальйону.

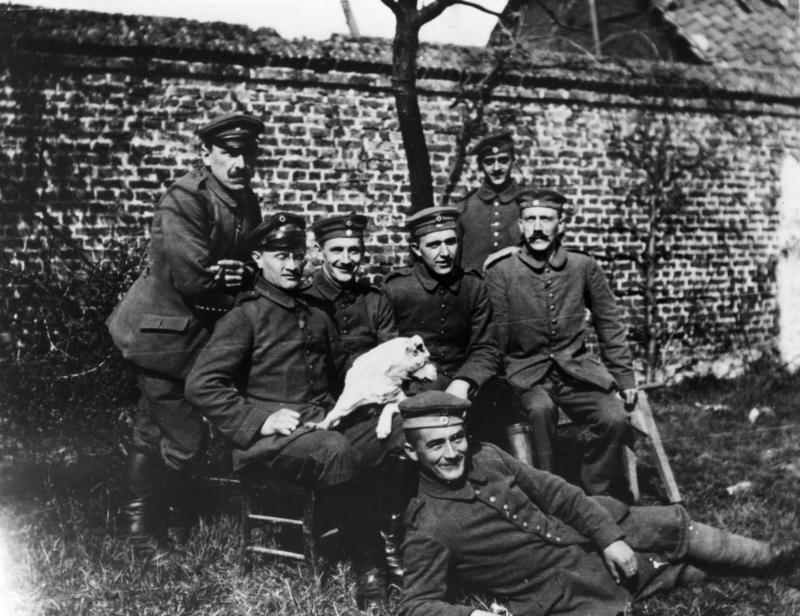
Гітлер з товаришами по службі з 16-го Баварського резервного піхотного полку

У 1917 році — весняна битва під Аррасом. Брав участь у боях в Артуа, Фландрії, у Верхньому Ельзасі. 17 вересня 1917 нагороджений Хрестом з мечами за бойові заслуги III ступеня.
У 1918 році брав участь у великій битві у Франції, в боях під Евре і Мондідьє. 9 травня 1918 нагороджений полковим дипломом за видатну хоробрість під Фонтані. 18 травня отримує знак відмінності поранених (чорний). 27 травня — 13 червня — бої під Суассоном і Реймсом. 14 червня — 14 липня — позиційні бої між Уазою, Марном і Еною. 15–17 липня — участь в наступальних боях на Марні та в Шампані. 18-29 липня — участь в оборонних боях на Суассоні, Реймсі й Марні. Нагороджений Залізним хрестом першого ступеня, за доставлення на артилерійські позиції донесення в особливо важких умовах, чим врятував німецьку піхоту від обстрілу власною артилерією.
21–23 серпня — участь у битві під Мон-Бапом.
25 серпня 1918 року Гітлер отримав нагороду за службу III ступеня. За численними свідченнями, він був обачним, дуже сміливим і чудовим солдатом.
15 жовтня 1918 року — отруєння газом під Ла Монтень внаслідок вибуху хімічного снаряда поряд з ним. Ураження очей. Тимчасова втрата зору. Лікування в баварському польовому лазареті в Уденарді, потім у прусському тиловому лазареті в Пазевальку. Перебуваючи на лікуванні в госпіталі, дізнався про капітуляцію Німеччини і повалення кайзера, що стало для нього великим потрясінням.

## Формування світогляду
Основні засади своєї ідеології Гітлер описав в автобіографічній книзі «Моя боротьба» (нім. «Mein Kampf»). В її основі лежали ідеї шовінізму, соціалізму та антисемітизму, увібрані ним від низки австрійських ідеологів: Георга фон Шенерера, Карла Люгера, Ріхарда Вагнера. Перший з них був ідеологом пангерманізму, який прагнув возз'єднання Німеччини з Австрією. На його погляди впливали католицька церква та євреї. На думку фон Шенерера, «порочність» останніх полягає у їх крові, а тому євреїв просто треба винищувати як заразу.

| Попри відступ Гітлера як від загальновизнаних, так і від однозначно спірних вчень і поглядів, можна скласти цілий каталог його духовних попередників, починаючи від часів стоїків. Таким чином, можна назвати тільки найважливіші імена діячів XIX століття, що вплинули на його погляди (за винятком релігії та церкви, техніки і воєнної економіки) і були джерелом його поглядів і (частково) формулювань: Томас Роберт Мальтус (1766–1834), Карл фон Клаузевіц (1780–1831), Артур Шопенгауер (1788–1860), Чарлз Дарвін (1809–1882), Грегор Мендель (1822–1884), Роберт Хамерлінг (1830–1889), котрому він до того ж доводився родичем, Альфред Пльотц (1860–1940), Вільгельм Бьольше (1861–1939), Хьюстон Стюарт Чемберлен (1855–1927), Ернст Геккель (1834–1919), Гюстав ле Бон (1841–1931), Зігмунд Фрейд (1856–1939), Рудольф Челлен (1864–1922), Вільям Магдугалл (1871–1938), Свен Гедін (1865–1952), Фрітьоф Нансен (1861–1930), Ганс Хербігер (1860–1931) і Александр фон Мюллер (1882–1964). Одначе спроба однозначно звести світогляд Гітлера до якогось-то певного вчення чи до особистості певного мислителя, дослідника чи письменника, проголосити його чиїмсь-то учнем неминуче призвела би до викривлення реальних фактів. «Феномен Гітлера неможливо пояснити його соціальним походженнями, школою, оточенням у ранні роки і тим паче тим фактом, що він походив із певного народу. У кращому випадку це дозволяє пояснити лише окремі подробиці. Загальна проблема особистості Гітлера цим не охоплюється. Гітлер, якщо розглядати його загалом, не був ні «дрібним буржуа», ні «католиком», ні «німцем». Найсуттєвіше в ньому ... визначалося певними задатками, певними життєвими взаємозв'язками, визначеними рішеннями за і проти, окремими випадковостями, завдяки яким став можливий його унікальний злет. Тільки з усього цього навколишнього, що зійшлося воєдино в одній людині, можна спробувати зрозуміти Гітлера» [8]. |

## Партійна діяльність

### Діяльність після війни
Після завершення Першої світової Гітлер 21 листопада 1918 року повернувся до Мюнхена. Тоді, не бажаючи підпасти під демобілізацію, він записався до Райхсверу. Саме в цей період свого життя відкрився його ораторський талант. Протягом грудня 1918 — січня 1919 року він охороняв в'язнів у одному з концтаборів, який був розташований у місті Траунштайн.

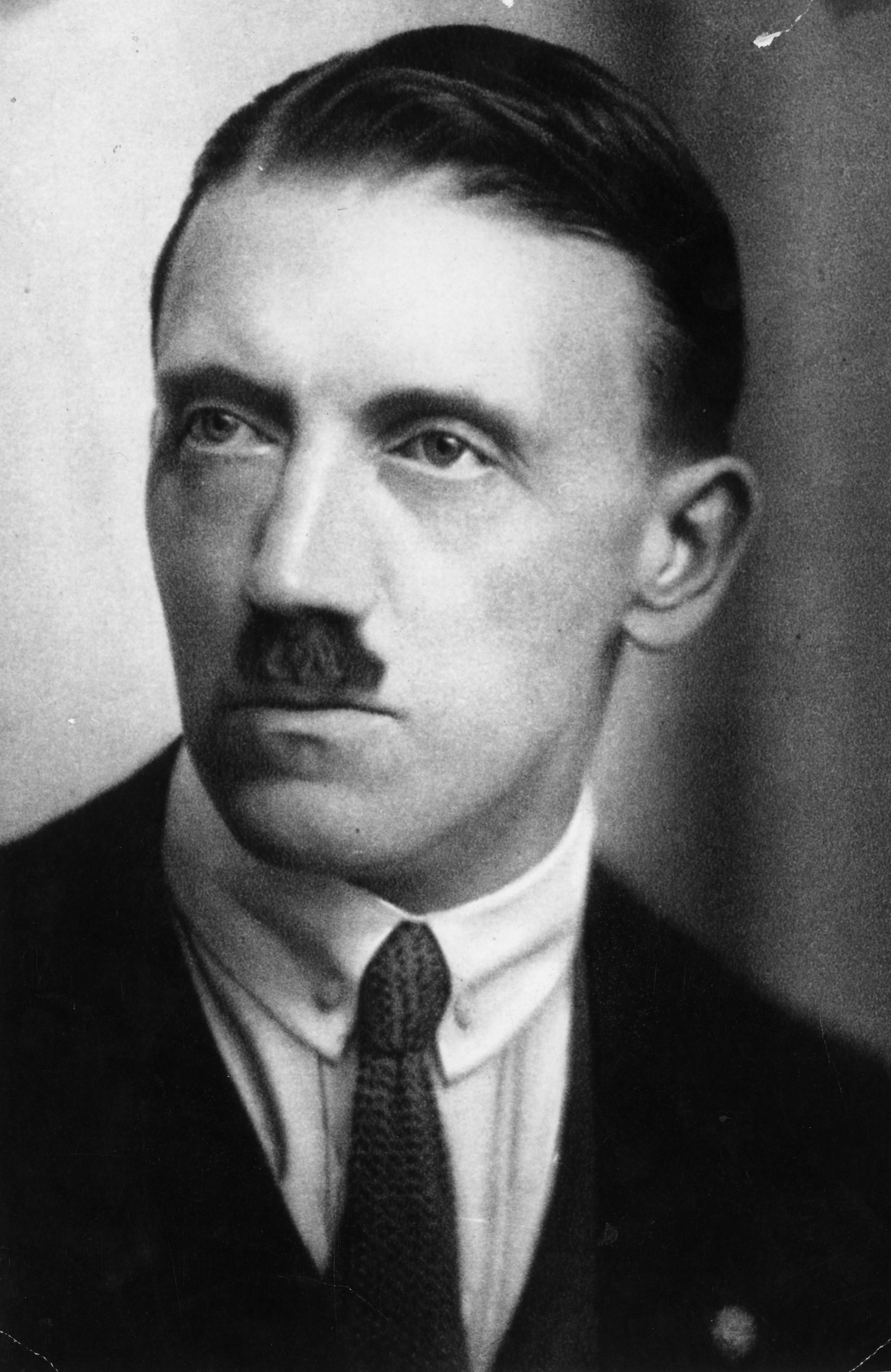
Гітлер у 20-ті роки.

У липні того ж 1919 року Гітлер пройшов свій перший курс політичної підготовки: він прослухав курс лекцій у Мюнхенському університеті, суть яких полягала у протидії більшовицькій агітації у військах. 12 вересня 1919 року Адольф Гітлер уперше відвідав збори Німецької робітничої партії у пивній Штеркемброй, що в Мюнхені. Ще тоді голова партії Антон Дрекслер помітив красномовність Гітлера. Вже 4 вересня 1919 року він вступив до лав цієї партії, ставши її 55-м членом.
За особистого сприяння Гітлера 1 квітня 1920 року було проголошено основну програму, названу «25 пунктів». В одній зі своїх промов у серпні 1920 року Гітлер уперше ґрунтовно розкрив засади свого антисемітизму, звинувативши євреїв мало не в усіх бідах та назвавши їх нездарами та кровопивцями. Впливовий у колі своїх однопартійців Гітлер усе ще не мав провідної партійної посади, тоді майбутній фюрер вирішив вдатися до хитрощів: 11 липня 1921 року він демонстративно вийшов з партії, а головною умовою свого повернення поставив призначення його «головою партії з диктаторськими повноваженнями». Керівництво пішло йому на поступки й уже 29 липня він повернувся до лав НСДАП. Ставши місцевим партійним лідером, він почав розширювати свій вплив, виголошуючи промови на дедалі вищому й вищому рівні. Його навіть почали називати «німецьким Муссоліні».

### «Пивний путч» та ув'язнення
Початок 1923 року відзначився у Німеччині загостренням кризи у багатьох сферах суспільства. На тлі загальної апатії та відчаю після поразки у Першій світовій війні, безконтрольної інфляції та кризи в економіці, країною прокотилася хвиля страйків та демонстрацій. Восени 1923 року нове погіршення ситуації було викликано французькою окупацією Руру. У цих умовах Націонал-соціалістична партія на чолі з Адольфом Гітлером вступила в союз з правими консерваторами-сепаратистами, що перебували при владі в Баварії, і почала спільно готувати виступ проти соціал-демократичного уряду в Берліні. Гітлера надихав приклад походу Муссоліні на Рим, і він сподівався повторити це в Німеччині, організувавши похід на столицю. Проте стратегічні цілі учасників заколоту значно відрізнялися: консерватори-сепаратисти прагнули реставрувати дореволюційну баварську монархію Віттельсбахів, а нацисти — створити сильну державу на чолі з диктатором Гітлером. Лідер баварських правих Ґустав фон Кар був проголошений комісаром землі з диктаторськими повноваженнями і ввів у Баварії надзвичайний стан. Він також відмовився виконувати накази з Берліна, зокрема — розпустити нацистські загони і закрити газету Völkischer Beobachter. Проте, зіткнувшись з твердою позицією берлінського Генерального штабу, лідери Баварії завагалися і заявили Гітлеру, що не мають наміру поки що відкрито виступати проти Берліна. Гітлер натомість вирішив сам взяти ініціативу до своїх рук і почати заколот.

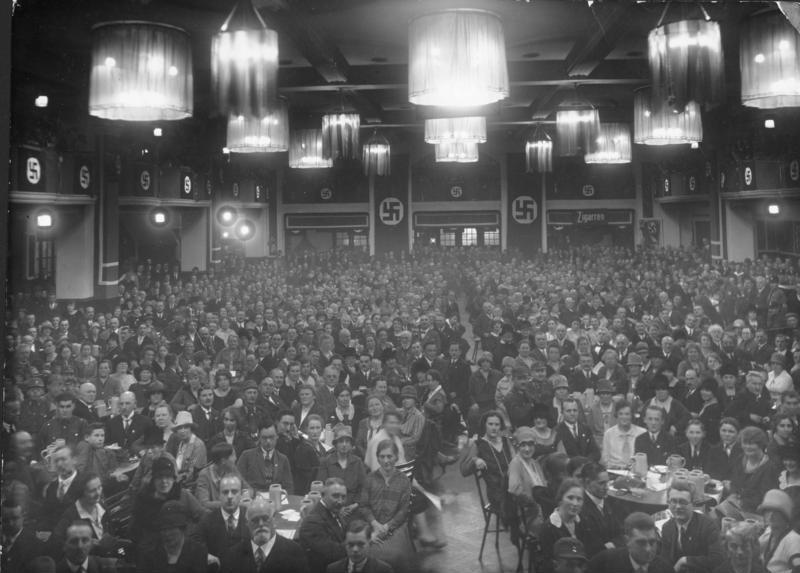
Атмосфера в барі «Бюргербройкеллер» у день путчу.

8 листопада 1923 року в приміщенні пивного бару «Бюргербройкеллер» (Bürgerbräukeller), де зібралася велика група видатних баварців, серед них — лідер правих Ґустав фон Кар, командувач збройними силами Баварії генерал Отто фон Лоссов, начальник баварської поліції Ганс фон Шайссер та інші. Протягом 30 хвилин фон Кар читав підготовлену промову для близько 1000 присутніх в залі, коли раптом Гітлер вийшов на сцену, став на стіл і, щоб заглушити галас у залі, вистрелив з пістолета у стелю. Гітлер заявив, що почалася революція, баварський уряд повалено і він збирається сформувати тимчасовий уряд Райху. Він також запросив фон Кара та інших представників баварського уряду почати з ним консультації у сусідній кімнаті, на що ті неохоче погодилися. Близько 500 штурмовиків оточили приміщення і встановили зовні важкі кулемети. Тим часом, Германн Ґерінґ та колишній учасник Першої світової війни і союзник Гітлера Еріх Людендорф намагалися заспокоїти натовп і закликали усіх до спокою.

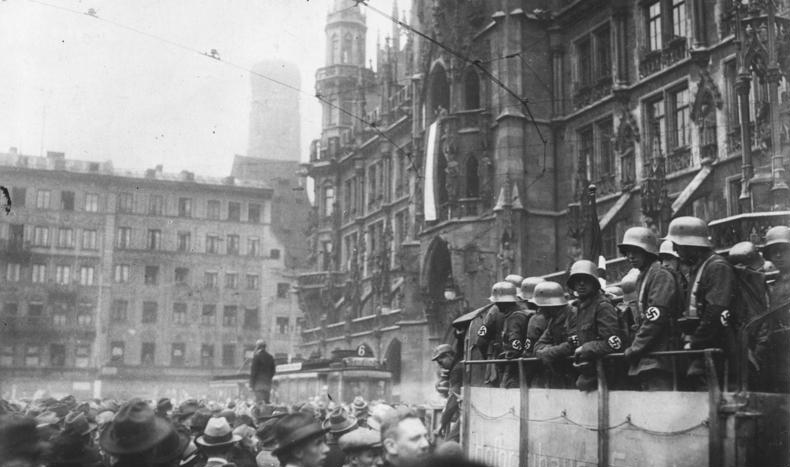
Штурмовики Ернста Рема під час путчу.

Розмахуючи пістолетом у сусідній кімнаті, Гітлер заборонив залишати приміщення без його дозволу і оголосив про формування нового уряду на чолі з собою. Людендорф, фон Кар та деякі інші баварці під тиском погодилися бути членами тимчасового уряду. Попри це, згодом фон Кару, фон Зайссеру і Лоссову вдалося втекти з приміщення бару і оприлюднити заяву, в якій вони відмежовувалися від Гітлера та засуджували путч. Тим часом прихильникам нацистів, зокрема Ернсту Рему, на чолі з групою бойовиків вдалося захопити баварське військове міністерство. За наказом Гітлера були арештовані як заручники члени міської ради Мюнхена. Путчистам, однак, не вдалося захопити об'єкти стратегічного значення, у тому числі телеграф та телефонну станцію, звідки представники влади повідомили Берлін про заколот у Мюнхені.
Наступного ранку представники баварського уряду викликали до Мюнхена війська з навколишніх міст і почали придушення путчу. Гітлер і Людендорф вирішили очолити демонстрацію на підтримку заколотників і Рема, і почали марш містом. Гітлер і Людендорф вважали, що їхня акція буде користуватися підтримкою більшості солдатів, а Людендорф, зокрема, вважав, що армія не відкриє по ньому вогонь, а перейде на їхній бік, оскільки він ще досі зберігав статус полководця-героя минулої війни. Хода почалася опівдні. У ній брали участь, крім Гітлера і Людендорфа, також Герінг, Макс Ервін та інші члени нацистської партії. Спочатку путчистам вдалося підкорити невелику групу поліціянтів, і хода продовжувалася за підтримки незначної частини населення. Однак, скоро путчисти зіткнулися зі значно більшою кількістю поліції, які у відповідь на постріл з лав демонстрантів відкрили вогонь. Від куль поліції загинули 14 путчистів, також було вбито четверо поліціянтів. Гітлер вцілів, оскільки його повалили на землю, інші нацисти отримали поранення. На відміну від інших, Людендорф не був поранений і був одразу ж узятий під варту.

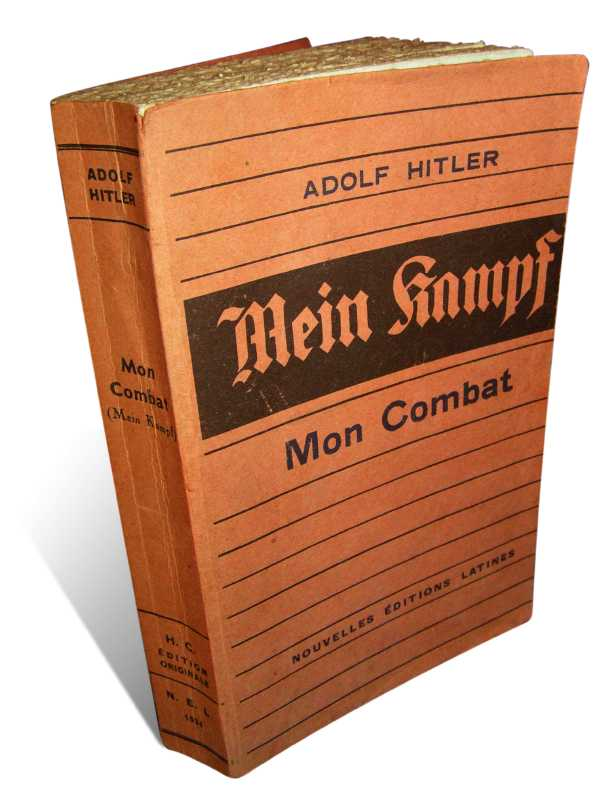
«Майн кампф», видання 1934 року.

Наслідком путчу став судовий процес над заколотниками, який проходив у лютому-березні 1924 року. На лаві підсудних з усіх путчистів опинився лише Гітлер та декілька його поплічників. Суд засудив Гітлера за державну зраду до 5 років ув'язнення і штрафу, розміром у 200 золотих марок. Гітлер відбував покарання у в'язниці Ландсберг. Під час ув'язнення, за допомоги Рудольфа Гесса, Гітлер написав свою працю «Моя боротьба». Через 9 місяців, у грудні 1924 року, його випустили на волю.

### Модернізація НСДАП

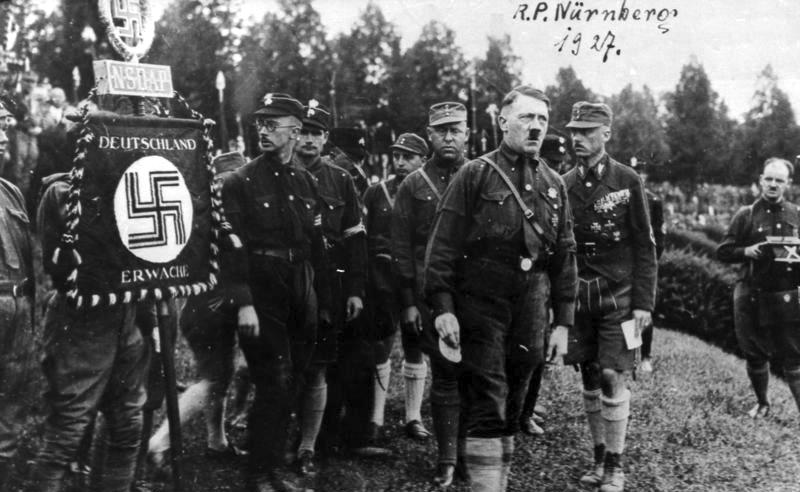
Гітлер на з'їзді НСДАП. Нюрнберг, 1927 рік.

За час відсутності лідера партія розпалася. Гітлеру довелося практично починати все з нуля. Велику допомогу надав йому Ернст Рем, який почав відновлення штурмових загонів (СА). Проте вирішальну роль у відродженні НСДАП відіграв Грегор Штрассер, лідер правоекстремістських рухів у Північній і Північно-Західній Німеччині. Привівши їх до лав НСДАП, він допоміг перетворити партію з регіональної (баварської) в загальнонаціональну політичну силу. У квітні 1925 року Гітлер відмовився від австрійського громадянства і до лютого 1932 року був без громадянства. У 1926 році був заснований гітлер'югенд, засновано вище керівництво СА, почалося завоювання «червоного Берліна» Геббельсом. Тим часом Гітлер шукав підтримку на загальнонімецькому рівні. Йому вдалося завоювати довіру частини генералітету, а також встановити контакти з промисловими магнатами.

## На чолі Райху

### Прихід до влади та внутрішня політика

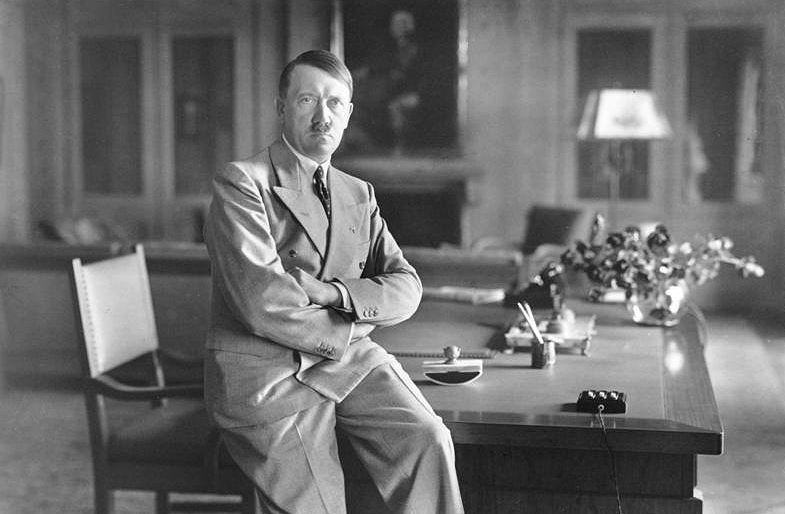
На посаді канцлера у 1933 році.

Після Першої світової війни Німеччина, яка втратила свій панівний статус у Європі та з могутньої імперії перетворилася на країну з республіканською формою правління, переживала не найкращі часи: гостро стояла економічна та політична криза, які підкріплювалися загальнонаціональною апатією на фоні трагічного програшу у війні.
Така хитка ситуація в державі була ідеальною для приходу до влади Гітлера, оскільки останній зі своєю партією НСДАП заявляв про спроможність швидко підняти розорену державу на новий рівень. На парламентських виборах 1930 року партія Гітлера вперше заявила про себе на загальнонаціональному рівні. Вже на наступних виборах до Райхстаґу, які відбулися 1932 року, НСДАП набрала 14 млн голосів, що свідчить про колосальну підтримку ідей Гітлера на початку його політичної кар'єри.

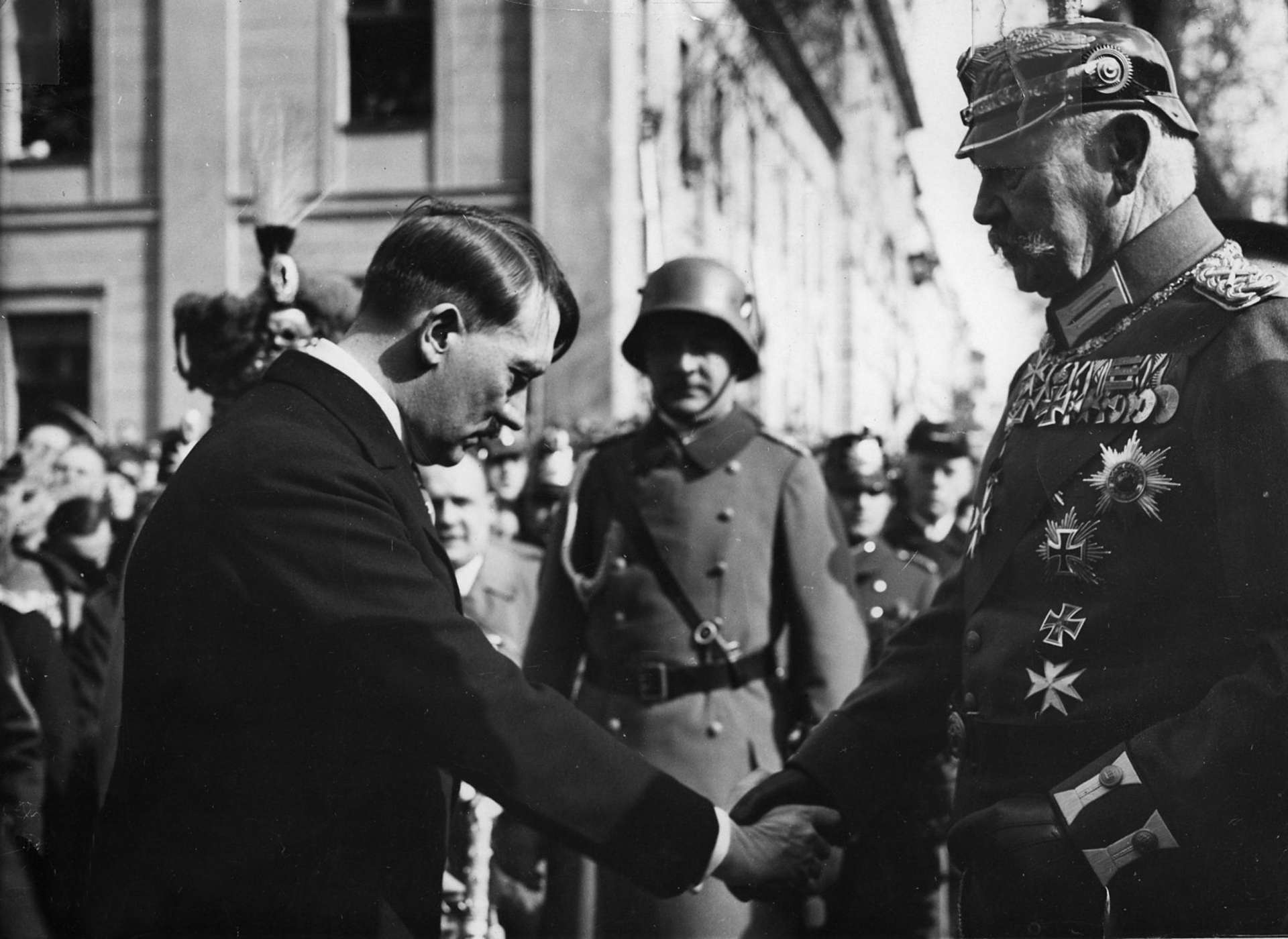
Адольф Гітлер та Пауль фон Гінденбурґ, 21 березня 1933 року.

Остаточно ж утвердитись при владі Адольфу Гітлеру вдалося 1933 року, коли президент Пауль фон Гінденбург призначив його райхсканцлером (фактично — прем'єр-міністром) Німеччини.
Але посади райхсканцлера Гітлерові було замало: оцінюючи реальну ситуацію в державі, він прагнув якомога швидше сконцентрувати всю повноту влади в своїх руках. Так, після смерті 2 серпня 1934 року президента Пауля фон Гінденбурга, він зайняв його місце, а також запровадив нову найвищу державну посаду Німеччини — «фюрера і райхсканцлера», яку Гітлер займав аж до своєї смерті 1945 року. Від цього часу цілком і повністю утвердилася мрія про німецький Третій Рейх, якою давно вже був одержимий Гітлер.
Уся подальша державна політика нового вождя полягала у повній централізації влади та встановленні жорстокого тоталітарного режиму в Німеччині: було знищено всіх політичних конкурентів Гітлера, встановлено повну партійну та ідеологічну монополію НСДАП, свобода преси та громадського життя була цілком згорнута.
Значного впливу в тогочасній Німеччині набули молодіжні нацистські організації, прикладом якої можна вважати широко відомий Гітлер'югенд (нім. Hitlerjugend, букв. — «Молодь Гітлера»). Широкий вплив як всередині німецького суспільства, так і поза його межами, мали парамілітарні відгалуження гітлерівської НСДАП — СС та СА. Під особистим наглядом Гітлера діяла таємна поліція (Гестапо) та служба розвідки (Абвер).
Ще однією важливою гілкою в історії зовнішньополітичних відносин Гітлера є Пакт Молотова — Ріббентропа, який безперечно зіграв вирішальну роль у розв'язанні Другої світової війни. Цей документ було підписано міністрами закордонних справ СРСР та Німецького Райху 23 серпня 1939 року, і за ним Гітлер та Сталін фактично розділили сфери впливу в Східній Європі.

### Зовнішньополітична діяльність

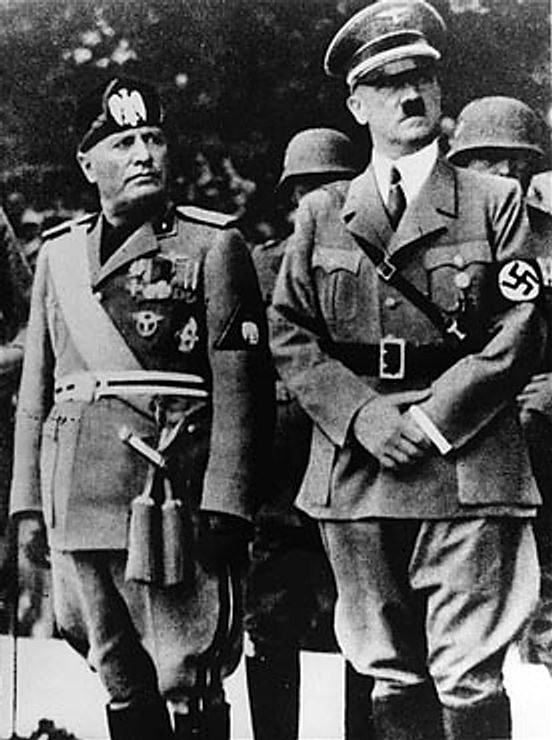
Муссоліні та Гітлер, 1936 рік.

Як і у внутрішній політиці, Гітлер прагнув встановити повну гегемонію Німеччини на міжнародній арені. Його основною метою було змінити розташування сил у Європі, поставивши на коліна основних суперників та водночас країн-переможниць у Першій світовій війні: Францію та Велику Британію. Спочатку в планах Гітлера була розправа над меншими та слабшими державами, що постали після Паризької мирної конференції: Чехословаччиною та Польщею, а потім вже перехід і до більшої здобичі. Частину земель, які увійшли до складу цих держав, населяли переважно німці, а тому фюрер вважав своїм особистим обов'язком долучити їх до складу Німецького Рейху. Не могла не хвилювати його і Рейнська демілітаризована зона, яка з 1919 року була відірвана від Німеччини та, попри свій демілітаризований статус, неодноразово потрапляла в зону інтересів Франції (кульмінацією цього протистояння став Рурський конфлікт 1925 року, коли французько-бельгійський контингент намагався окупувати нейтральну зону).
Особливе місце у планах Гітлера посідав сталінський Радянський Союз, відносини з яким він вибудовував послідовно та, на перший погляд, досить зважено. Але, усвідомлюючи можливість існування в Європі лише одного тоталітарного диктатора, фюрер готовий був за першої ж вдалої нагоди знищити найбільшу комуністичну державу світу та особисто Сталіна, вважаючи комунізм, разом з євреями, — головним ворогом німецького світу. Як згодом покаже час, аналогічної думки дотримувався й останній, радо хапаючись за нагоду розширити свою зону впливу на Захід у 1945 році.
Гітлер відіграв провідну роль у формуванні так званого Антикомінтернівського пакту, який було укладено між Німеччиною та Японією у листопаді 1936 року. 1937 року до нього долучилася фашистська Італія, якою з 1922 року керував Беніто Муссоліні. Так сформувалася вісь Берлін-Рим-Токіо. Пізніше саме на ці три країни буде покладено провину за розв'язання Другої світової.

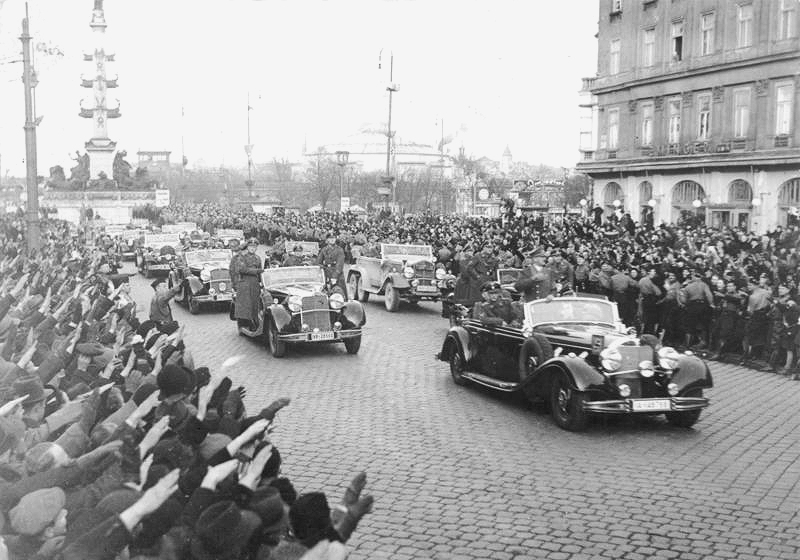
Віденці вітають Адольфа Гітлера, березень 1938 року.

За сприяння гітлерівського режиму надавалася підтримка військам Франсіско Франко під час громадянської війни в Іспанії в 1936—1939 роках.

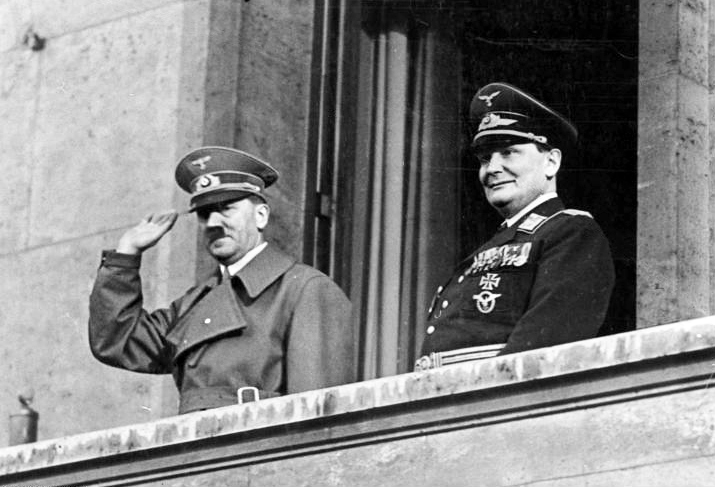
Адольф Гітлер та Герман Герінг. Берлін, 1938 рік.

Також актом порушення норм міжнародного права, який був особисто здійснений за дорученням Гітлера, можна вважати аншлюс (приєднання) Австрії до Третього Рейху, який німецькі війська здійснили у березні 1938 року. Варто зазначити, що тоді австрійці досить радо сприйняли цей задум Гітлера, бо також мали образу за програш у Першій світовій війні.
Наступною важливою віхою для Гітлера стала успішна реалізація плану із захоплення Чехословацьких територій, а саме — Судетської області. Не бажаючи розв'язувати війну, фюрер вирішив використати суто дипломатичні методи: за сприяння Великої Британії, Франції та свого союзника по Антикомінтернівському пакту — Італії, підписати 30 вересня 1938 року угоду, яка дала можливість приєднати Судети до Німеччини. Від місця підписання (Мюнхен) цей договір став іменуватися «Мюнхенською угодою».

## Замахи на Гітлера
Першим відомим випадком невдалого замаху на життя Адольфа Гітлера стало 1 березня 1932 року, коли група невідомих в кількості чотирьох осіб в околицях Мюнхена обстріляла поїзд, в якому їхав Гітлер з метою виступити перед своїми прихильниками. Гітлер не постраждав.
2 червня 1932 року група невідомих обстріляла із засідки на дорозі автомобіль з Гітлером в околицях міста Штральзунд. Гітлер знову не постраждав.
4 липня 1932 року невідомі обстріляли автомобіль з Гітлером в Нюрнберзі. Гітлер отримав дотичне поранення руки.
Упродовж 1933—1938 років на життя Гітлера було скоєно ще 16 замахів, які закінчилися провалами.
9 листопада 1938 року 22-річний Моріс Бово з відстані до 8 метрів тричі стріляв у Гітлера з напівавтоматичного пістолета «Шмайссер» калібру 6,5 мм під час святкового параду, присвяченого 15-ій річниці «Пивного путчу». Усі кулі пройшли мимо цілі. У метушні, що розпочалась після стрілянини, Бово встиг втекти, однак через кілька днів його затримали співробітники гестапо, коли він намагався сісти на поїзд до Парижа. Суд засудив Бово до страти на гільйотині і в січні 1939 року вирок був приведений у виконання.
8 листопада 1939 року в мюнхенській пивній «Бюргерброй», де Гітлер кожен рік виступав перед ветеранами НСДАП, комуніст Йоганн Георг Ельзер вмонтував саморобний вибуховий пристрій з годинниковим механізмом у колону, перед якою зазвичай встановлювали трибуну для вождя. В результаті вибуху 8 осіб було вбито і 63 поранено. Однак Гітлера серед потерпілих не виявилося. Фюрер, обмежившись цього разу коротким привітанням на адресу присутніх, залишив зал за сім хвилин до вибуху, оскільки йому потрібно було повертатися до Берліну. Того ж вечора Ельзер був схоплений на швейцарському кордоні та після кількох допитів у всьому зізнався. Як «особливого укладеного» він був поміщений у концтабір Заксенгаузен, потім переведений у Дахау. 9 квітня 1945 року, коли союзники виявилися вже поблизу концтаборів, Ельзера розстріляли за розпорядженням Гіммлера.
22 листопада 1939 року на шляху проходження кортежу Гітлера у Варшаві були закладені 500 кілограмів вибухівки, але з невідомої причини бомба не спрацювала.
15 травня 1942 року група осіб здійснює напад на поїзд Гітлера в Польщі. Кілька охоронців фюрера були вбиті, як і всі нападники. Гітлер не постраждав.
13 березня 1943 року під час відвідування Гітлером Смоленська полковник Геннінг фон Тресков і його ад'ютант, лейтенант фон Шлабрендорф, котрий підклали бомбу в літак Гітлера в подарунковій коробці з бренді, в якій не спрацював вибуховий пристрій.
21 березня 1943 року, під час відвідування Гітлером виставки трофейної радянської військової техніки в Берліні, полковник Рудольф фон Герсдорф повинен був підірвати себе разом з Гітлером. Однак фюрер залишив виставку раніше наміченого часу, а Герсдорф ледве встиг знешкодити детонатор.
14 липня 1944 року британські спецслужби збиралися провести Операцію «Фокслі». За планом, кращі британські снайпери повинні були застрелити Гітлера під час відвідин ним гірської резиденції Бергхоф в Баварських Альпах. План не був остаточно затверджений, і його здійснення не відбулося з цієї причини.
20 липня 1944 року проти Гітлера було організовано змову, метою якої було фізичне усунення фюрера й укладення миру з наступальними союзними військами. При вибуху бомби загинули 4 людини, Гітлер залишився живий. Після замаху він був не в змозі стояти цілий день на ногах, оскільки з них було вилучено понад 100 уламків. Крім цього, у нього був вивих правої руки, волосся на потилиці опалене та пошкоджені барабанні перетинки. На праве вухо тимчасово оглух.

## Друга світова війна

### Ескалація конфлікту

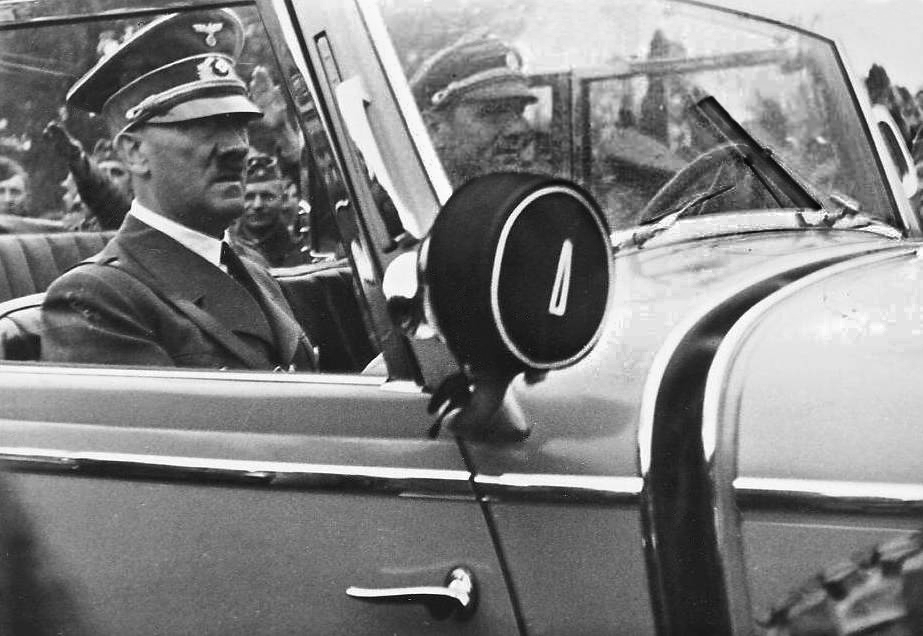
Під час візиту Гітлера до окупованої Польщі, вересень 1939 року.

Однією з найбільш яскравих та трагічних сторінок в історії людства є Друга світова війна, яка розпочалася 1 вересня 1939 року нападом німецьких військ на Польську республіку. Для міжнародної спільноти Гітлер пояснив цей акт як запобіжний захід, який мав би захистити німецьке населення Польської республіки та оберегти німецький кордон від можливої «агресії» цієї держави. Варто зазначити, що коли Сталін 17 вересня атакував Польську республіку зі сходу, його наміри виглядали майже аналогічно. Гітлер, який любив давати красномовні назви своїм операціям, тоді назвав план вторгнення до Польської республіки і її розподілу «Планом Вайс», що мало символічний підтекст. І хоча союзники Польської республіки Велика Британія та Французька республіка оголосили Третьому Рейху війну вже 3 вересня 1939 року, реальних бойових дій на Західному фронті не велося до весни 1940 року.

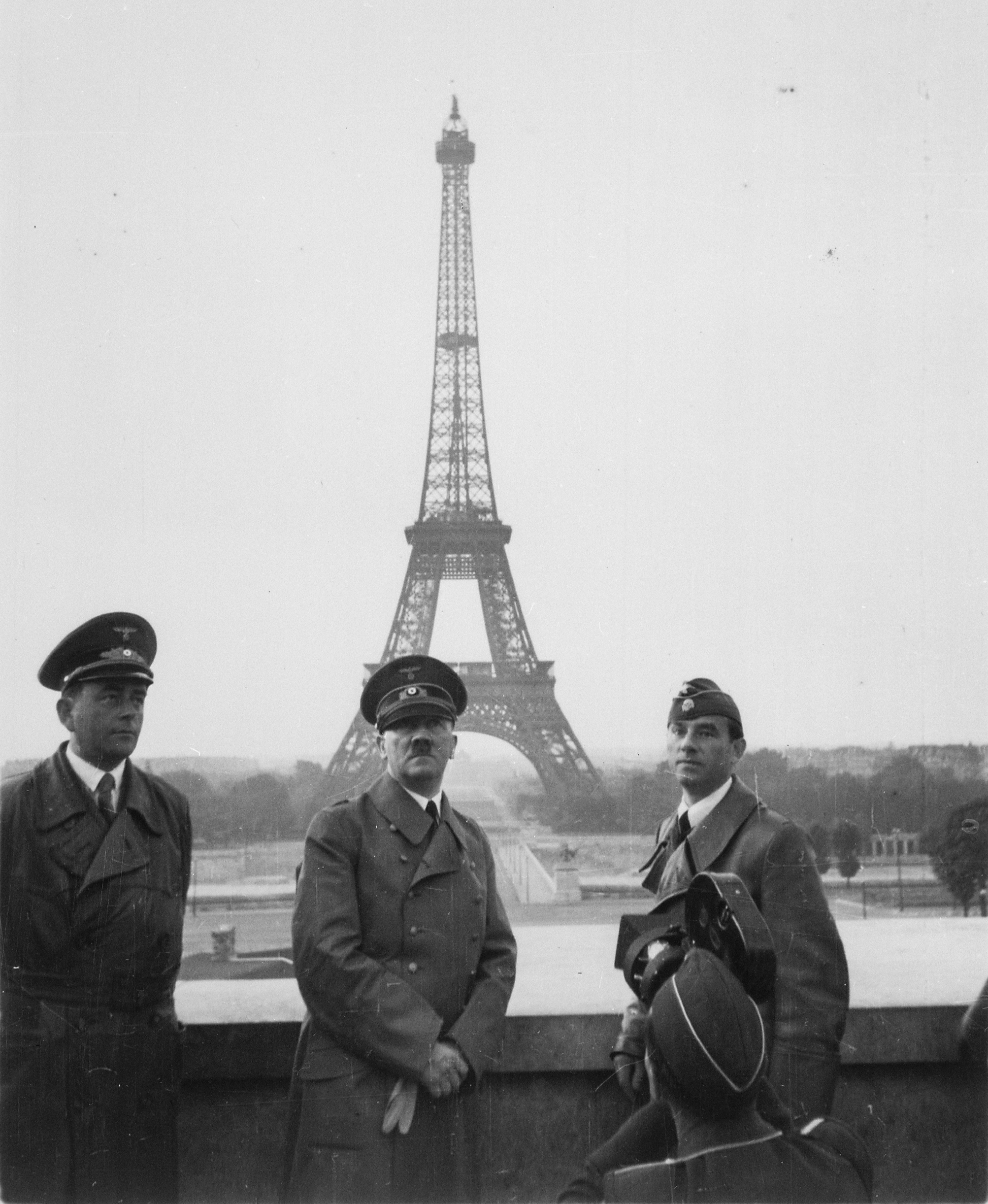
Альфред Розенберг, Адольф Гітлер та Альберт Шпеєр на фоні Ейфелевої вежі в окупованому німцями Парижі, 1940 рік.

Ці події увійшли в історію під назвою «Дивна війна».
У квітні 1940 року Гітлер віддав наказ розпочати бліцкріг (нім. Blitzkrieg — блискавична війна) на Заході. Тоді до середини літа швидко було подолано опір та захоплено території Данії, Норвегії, Бельгії, Голландії та Люксембургу. Навіть потужна Франція до 22 червня 1940 перетворилася на звичайну маріонеткову державу, якою тепер керував Режим Віші. Особливо символічним був акт капітуляції Франції, який було укладено в Комп'єнському лісі у старому вагоні фельдмаршала Фердінанда Фоша (в цьому самому вагоні Німецька імперія 11 листопада 1918 року підписувала Комп'єнське перемир'я з Францією, що фактично означало її капітуляцію у Першій світовій війні). Цей принизливий для всіх французів акт було здійснено з особистої ініціативи Адольфа Гітлера.

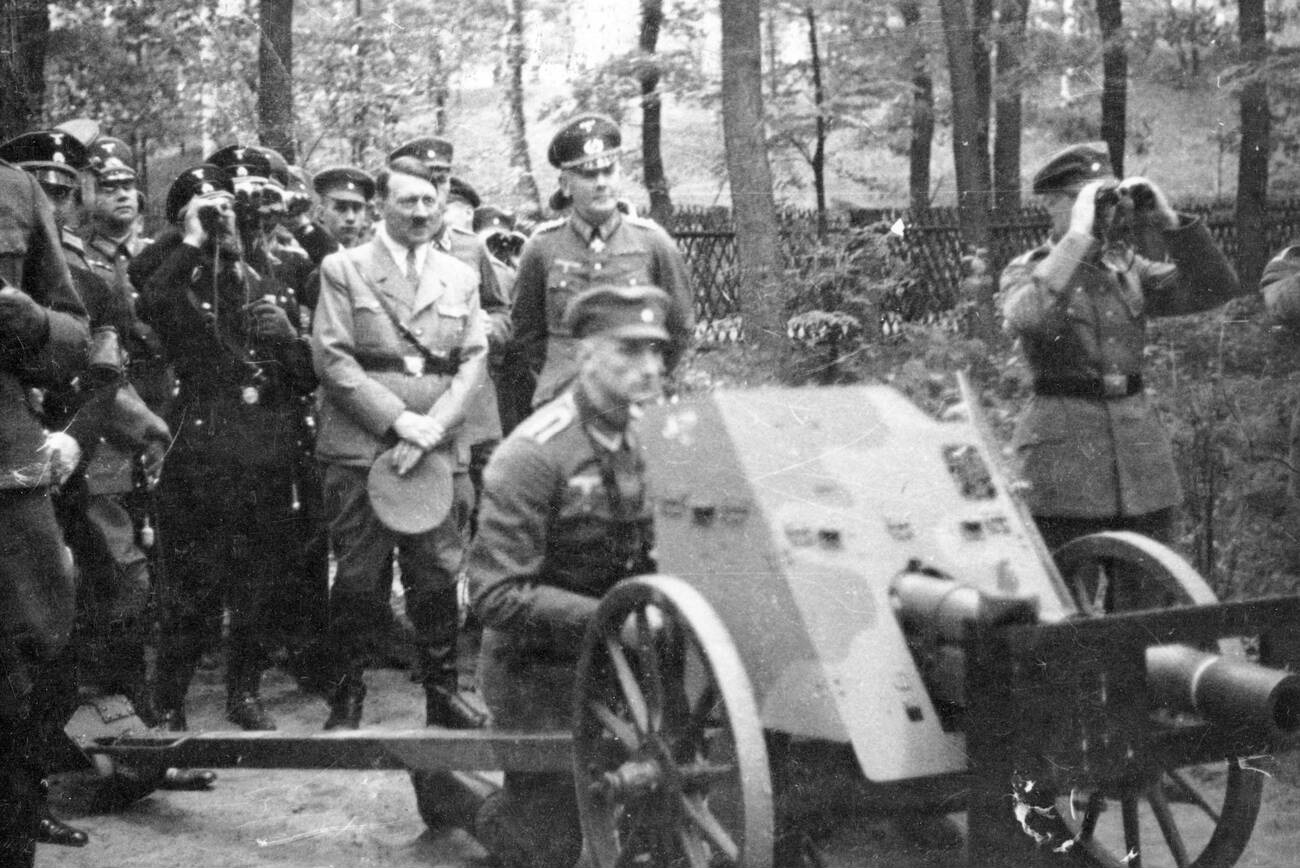
Адольф Гітлер інспектує артилерію, 1940 рік.

У вересні 1940 року в Берліні Німеччина, Італія та Японія підписали Берлінський пакт, яким було створено військовий союз, відомий як «Країни Осі».
У жовтні 1940-червні 1941 років німецькі війська брали участь в Балканській кампанії, розгромивши війська Югославії та Греції.
Так майже вся континентальна Європа до середини літа 1940 року перейшла під владу Гітлера. Залишалися лише острівна Британія на Північному Заході та СРСР на Сході. Проти першої Гітлер планував розпочати морську операцію з вторгненням, яка отримала назву «Морський лев». Але 9 січня 1941 року фюрер віддав наказ скасувати цей план. Натомість було прийнято рішення про здійснення масованих нальотів на Британію з метою її масштабних бомбардувань, щоб послабити останню.
Одночасно з цим, 11 грудня 1941 року, Гітлер оголосив війну США, перебуваючи під ейфорією після нападу японського флоту на Перл-Гарбор. У цей же день подібний крок зробив і Муссоліні. Більше того, німецькі війська брали активну участь у Північноафриканській кампанії, де вони разом з італійцями та французькими колаборантами боролися з військами союзників із метою захоплення всієї північної частини Африки.

### Вторгнення в СРСР

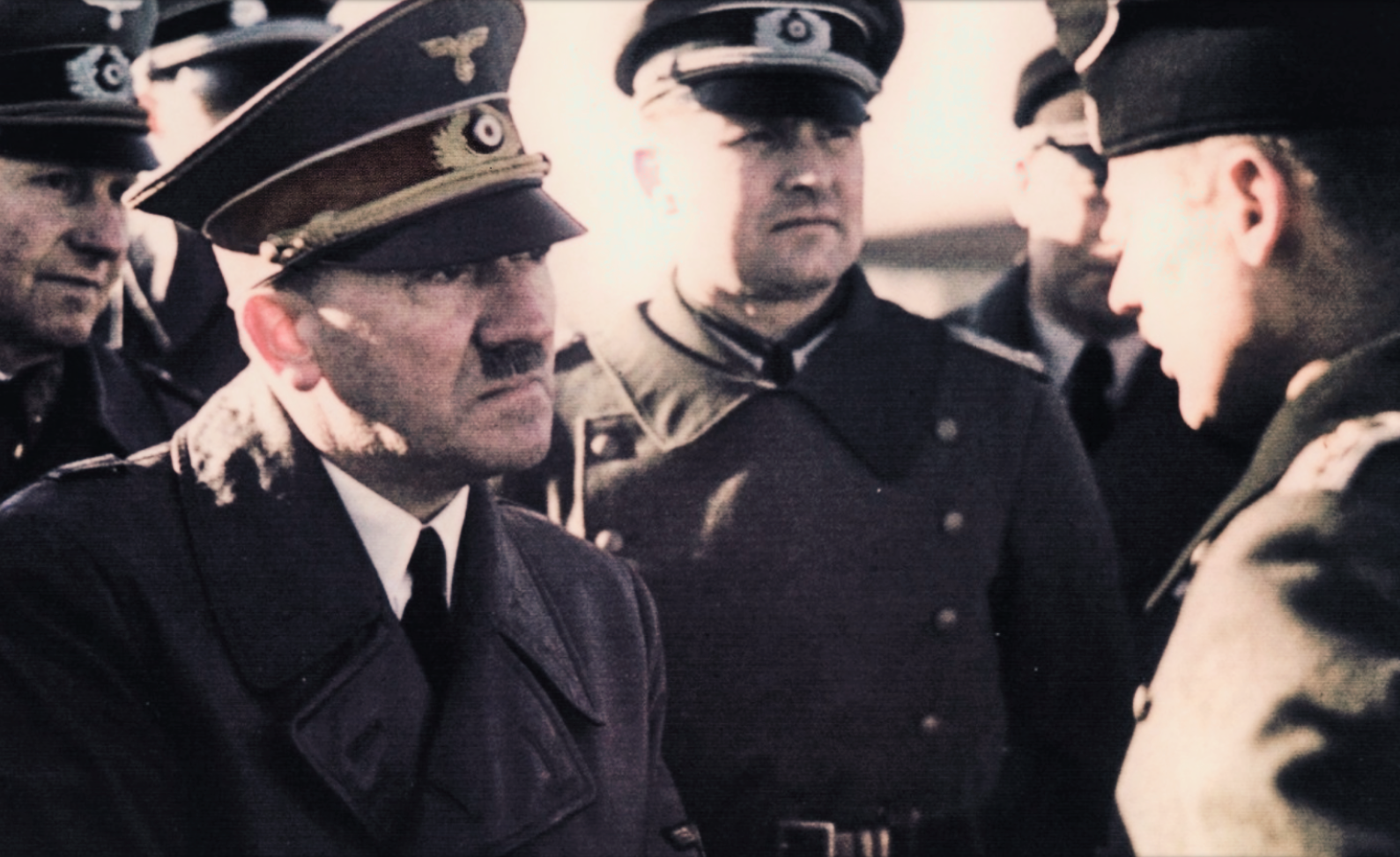
Адольф Гітлер під час зустрічі з солдатами на фронті.

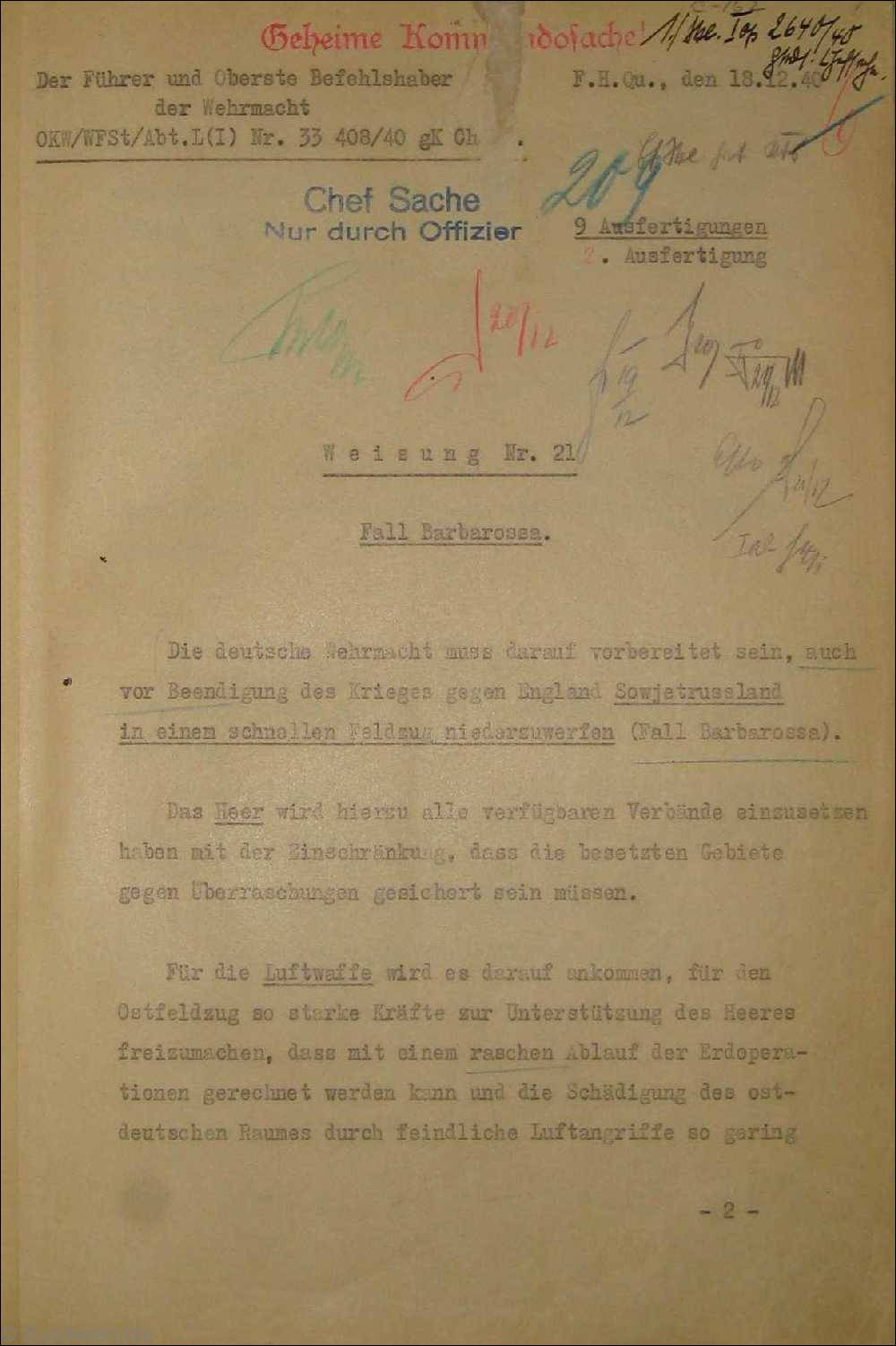
Титульна сторінка Директиви № 21, підписаної 15 травня 1941 року.

У грудні 1940 року Адольф Гітлер підписав свою Директиву № 21, яка отримала назву План «Барбаросса». За ним, німецькі війська мали за декілька місяців після вторгнення до СРСР пройти величезні території та вийти на рубіж Волга-Астрахань. З боку Гітлера цей хід може видатися досить самовпевненим, хоча не слід думати, нібито адміністрація Гітлера погано знала сталінську дійсність: з квітня 1922 року, коли було підписано Рапалльський договір, СРСР та Німеччина регулярно надсилали своїх офіцерів на стажування одне до одного, тому напевне в оточенні фюрера були люди, які особисто знали всю правду про стан справ у Сталіна.
22 червня 1941 року німецькі війська, виконуючи наказ Адольфа Гітлера, перейшли кордон з СРСР та почали широкомасштабний наступ. Частина українського населення вітали вояк Вермахту як визволителів. Український батальйон «Соловей» безпосередньо брав участь у першому наступі.
Реальний стан справ на Східному фронті перешкоджав планам Гітлера, у чому він, як завжди, звинувачував своїх генералів. На його думку, від вищого військового керівництва Німеччини виходить постійна небезпека, яка загрожує йому особисто і ходу всіх бойових дій загалом. В свою чергу на окупованих територіях СРСР було фактично замінено культ особи Сталіна на гітлерівську пропаганду, яка постійно агітувала до переходу на бік Рейху та добровільного виїзду на роботу в Німеччину.

### Крах планів про світове панування

Адольф Гітлер в Умані, 1942 рік.

Вже у 1942 році стало зрозуміло, що плани Гітлера про швидку та беззаперечну перемогу на всіх фронтах зазнали краху: у грудні 1941 року війська Вермахту були відкинуті від Москви, а в жовтні 1942 року зазнали поразки в Африці біля Ель-Аламейна. Лютий 1943 року остаточно зірвав плани на Східному фронті — грандіозна облога Сталінграда завершилася розгромом та оточенням. Тепер на сході Гітлер прагнув вже не захопити нові території, а утримати наявні здобутки. Із Заходу прийшла нова небезпека: 6 червня 1944 року утворився новий фронт, відбулася висадка союзників у Нормандії. Почалися стратегічні бомбардування Німеччини, які сіяли жах серед населення та підірвали колись могутню промисловість цієї держави. Найбільшого удару було завдано радянськими військами, які на початку 1945 року захопили Сілезію, де видобувалися гігантські об'єми сталі та вугілля, що було життєво важливими для німецької воєнної промисловості. Після залишення німецькими частинами цього регіону Альберт Шпеер повідомив фюреру, що Німеччина вже абсолютно точно програла війну.
Навіть найближчому оточенню фюрера колись могутнього Райху точно не відомо, коли саме він облишив свої плани підкорити собі півсвіту, але факт його зневіри на останньому етапі життя у власну перемогу важко заперечити.

### Останні дні Гітлера

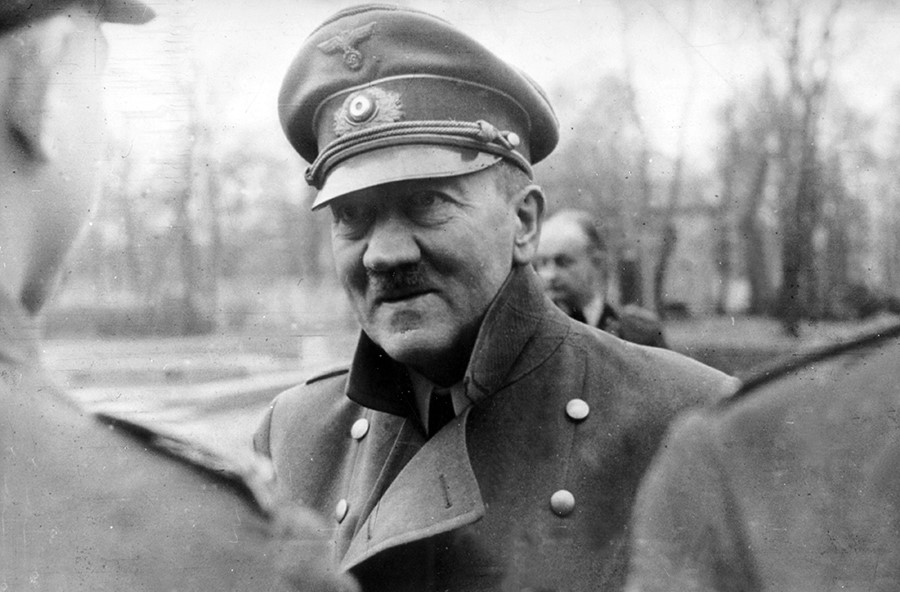
Адольф Гітлер під час нагородження бійців Гітлер'югенду, 20 квітня 1945 року.

26 квітня союзні війська захопили три чверті Берліна, але Гітлер усе ще на щось сподівався. Він перебував у двоярусному бункері на глибині близько 10 метрів під землею.

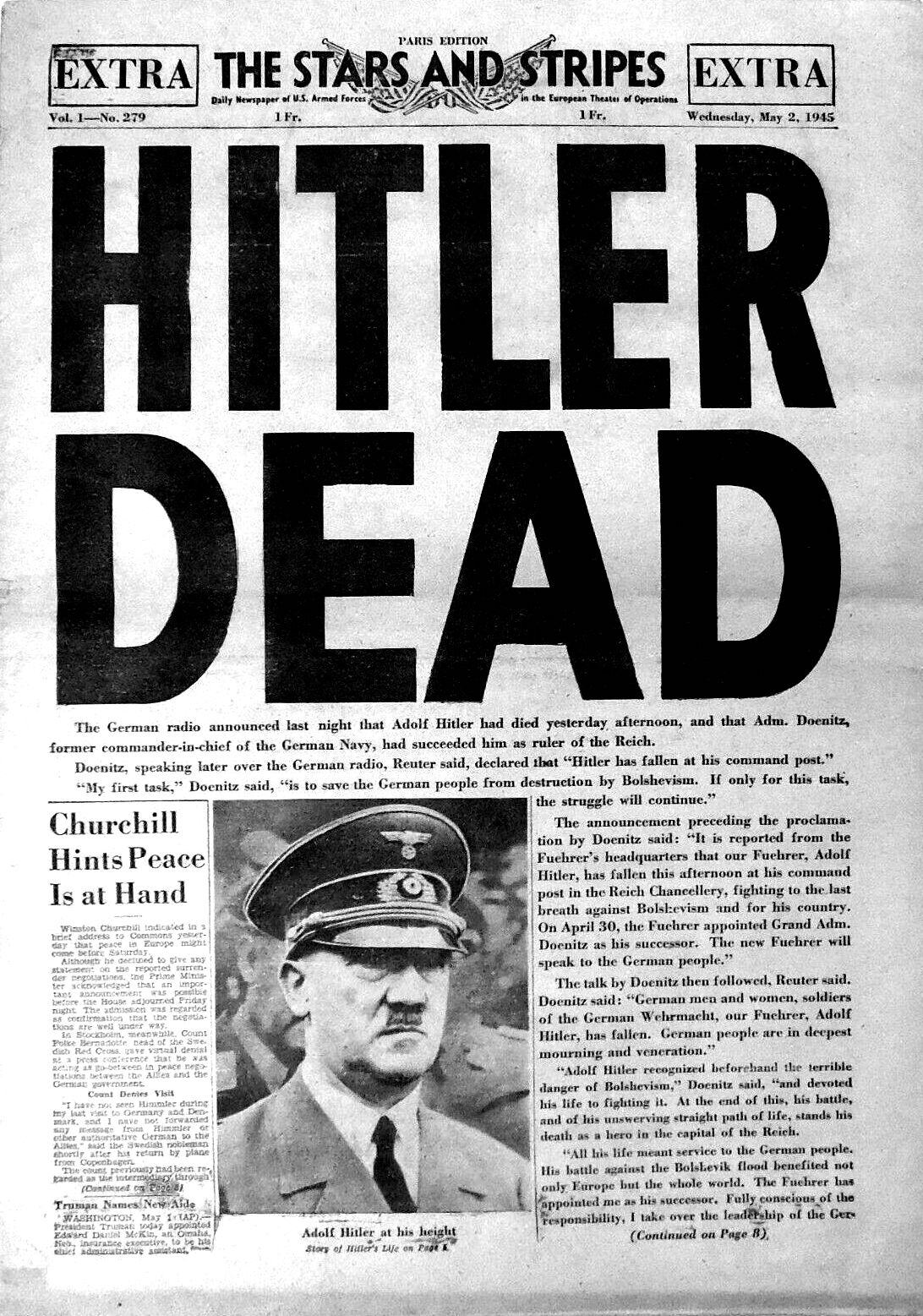
Американська газета повідомляє про смерть Гітлера.

Під вечір стало зрозуміло, що 9-та та 12-та армії не в змозі захистити столицю. З Гітлером у бункері були також його коханка Єва Браун, Геббельс з родиною, начальник Генерального штабу Ганс Кребс, секретарі, ад'ютанти, охоронці.
Ввечері у бункер прибула одна з найкращих пілотів Рейху Ганна Райч. Гітлер запросив її до себе і сказав: «Ганно, Ви належите до тих, хто помре зі мною. У кожного з нас є ампули з отрутою. Я не хочу, щоб хтось з нас потрапив до рук росіян, і я не хочу, щоб наші тіла дісталися росіянам. Евине та моє тіла будуть спалені».
27 квітня. Розлад особистості та запаморочення розуму не завадили Гітлерові віддати наказ затопити тунелі метро, коли він дізнався, що туди спустилися радянські солдати. Виконання наказу призвело до загибелі тисяч людей: поранених німецьких солдатів, жінок та дітей, що там перебували.
29 квітня. Весілля Гітлера та Браун. Свідками виступали Йозеф Геббельс та Мартін Борман. Все відбувалося відповідно до закону. Підписали весільний контракт та повінчалися. Після невеликого «святкування» Гітлер усамітнився, аби скласти заповіт.
30 квітня. Останній день Гітлера. Всі його наближені збираються для прощання. У сад канцелярії доставлено 200 літрів бензину. Всі, крім Гітлера та Браун, виходять у коридор.
Існує дві версії подальших подій.
Згідно з першою, заснованою на свідченнях особистого камердинера Гітлера, фюрер і Браун вистрелили одне в одного о 15:30. Коли Лінге та Борман увійшли до кімнати, Гітлер сидів, похилившись на софі, а з його скроні текла кров. Револьвер лежав поряд на столі. Мертва Єва була в іншому кутку софи. Свій револьвер вона впустила на підлогу.
Інша версія (прийнята більшістю істориків) наголошує, що Гітлер і Єва Браун отруїлися ціанистим калієм. Перш ніж померти, Гітлер отруїв двох своїх собак.
За наказом Бормана тіла були загорнуті у ковдри, винесені у сад, политі бензином та спалені. Тіла горіли погано, і тому все ж таки напівспалені трупи есесівцям довелося закопати.
Пізніше тіла були знайдені червоноармійцями та кремовані. Прах розвіяли над Ельбою.

## Воєнні злочини та Голокост

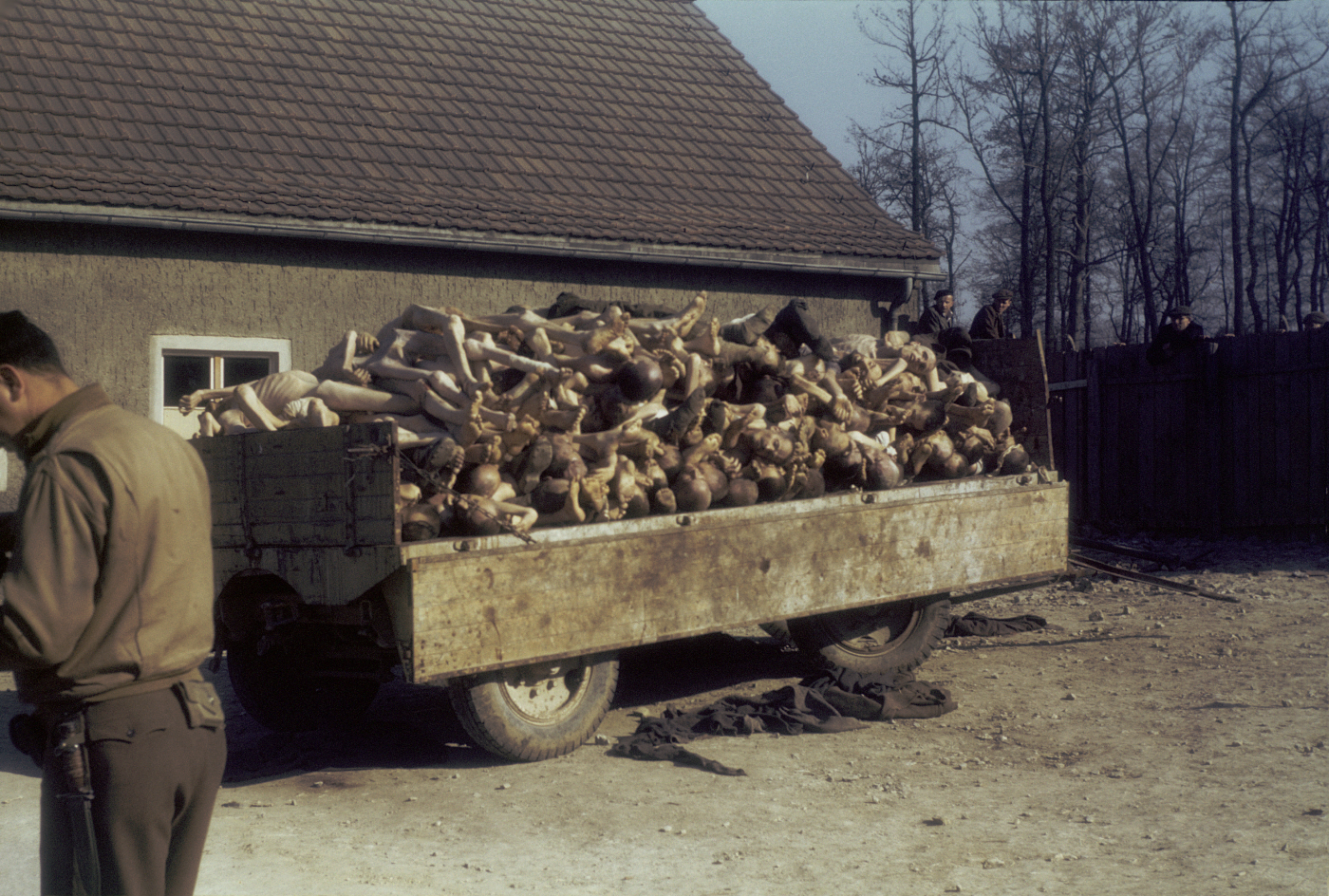
Причеп із замордованими в'язнями Бухенвальду, 16 квітня 1945 року.

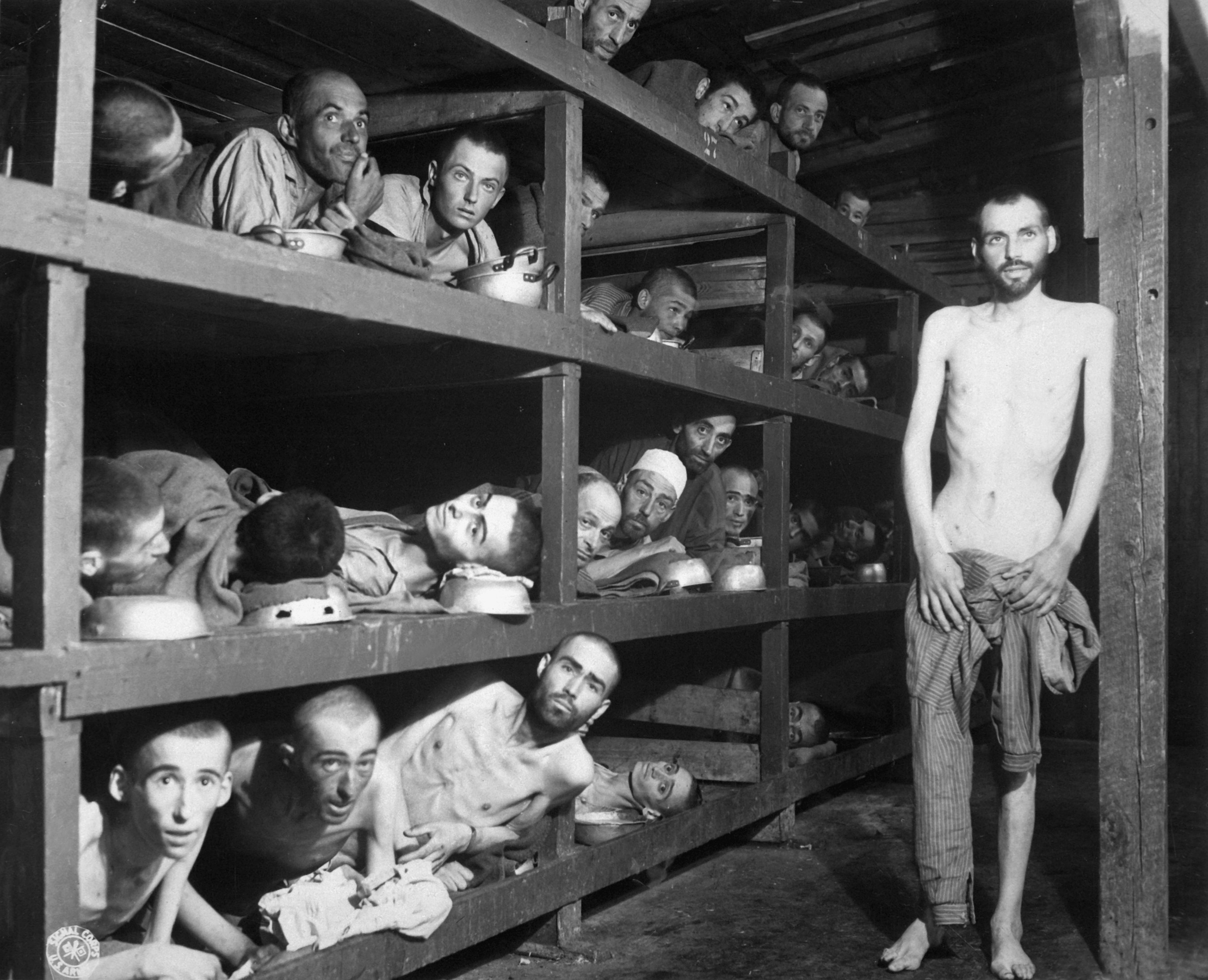
В'язні концтабору Бухенвальд.

Друга світова війна стала найбільшим збройним конфліктом в історії людства, оскільки жодна війна до цього часу не велася з таким розмахом та жорстокістю. Як лідер головної держави-агресора, Гітлера вважають воєнним і політичним злочинцем цього періоду. Окрім самого факту розв'язання війни, він також віддавав чимало жорстоких наказів, які спричинили величезні втрати серед населення Європи.
Особливо трагічною сторінкою в історії всього людства є Голокост — масове та цілеспрямоване винищення євреїв у всіх країнах-союзниках Третього Рейху та на окупованих ним територіях в період з 1933 по 1945 роки. Під час правління Гітлера реалізовувалася нацистська расова політика.
Тим паче, жодним чином Гітлер та його вірнопіддані не вбачали існування ніяких незалежних державних утворень на окупованих територіях, а передбачали створення лише маріонеткових держав та провінцій, що повністю б підпорядковувалися Берліну.

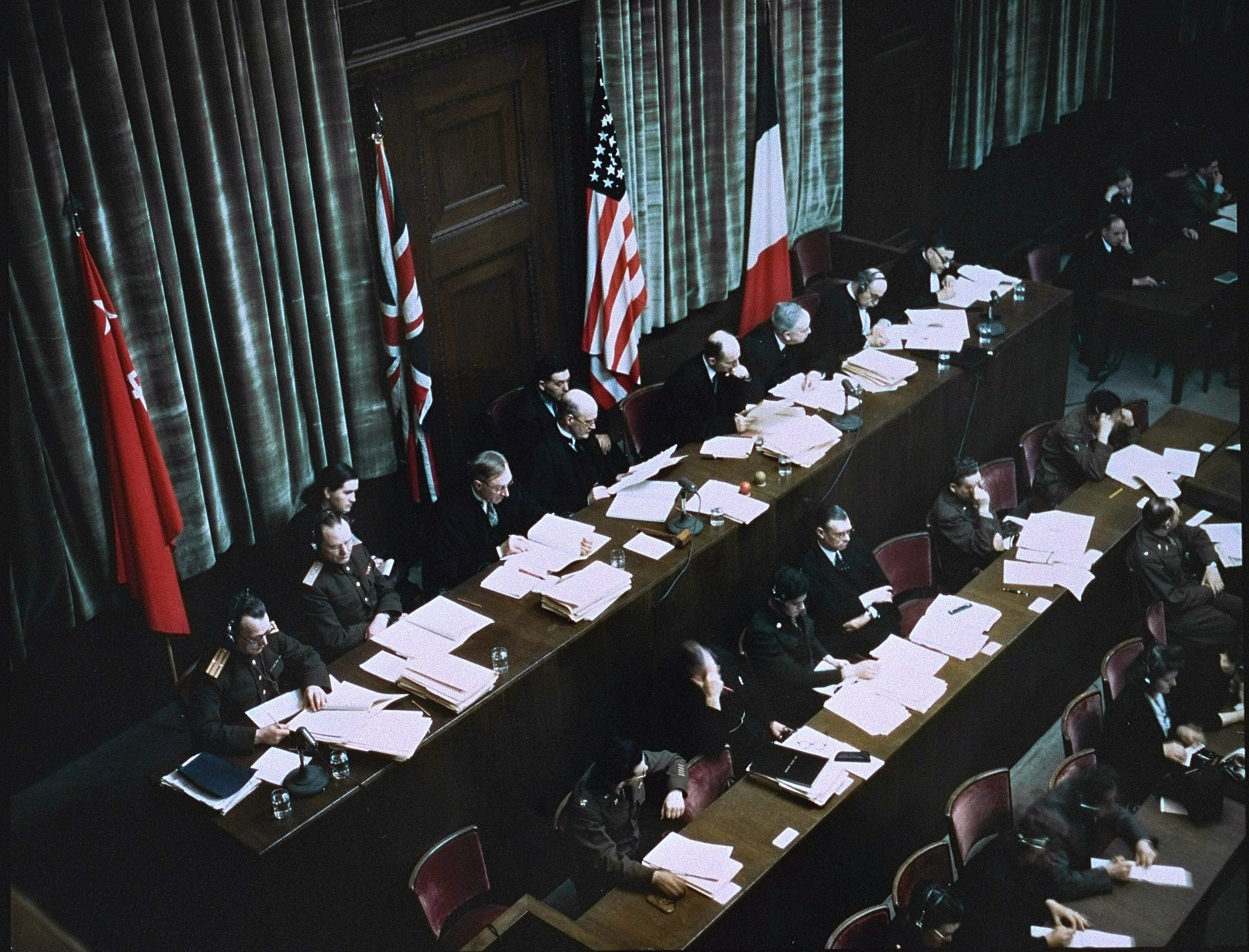
Засідання Нюрнберзького трибуналу, 1946 рік.

Крім того, саме за наказом Гітлера відбувалося масове вивезення населення з окупованих територій із метою забезпечення Німеччини робочою силою, масово вивозилися культурні цінності, продукти тощо. Саме за наказом Гітлера масово розстрілювали військовополонених та цивільних. Під патронатом фюрера функціонували концтабори, де також знищувалося мирне населення.
Попри те, що вчинити суд над Гітлером не вдалося через його смерть, Нюрнберзький трибунал визнав саме його головним винуватцем у вчинені воєнних злочинів, вбивстві мирного населення та розв'язанні Другої світової війни.

## Особисте життя

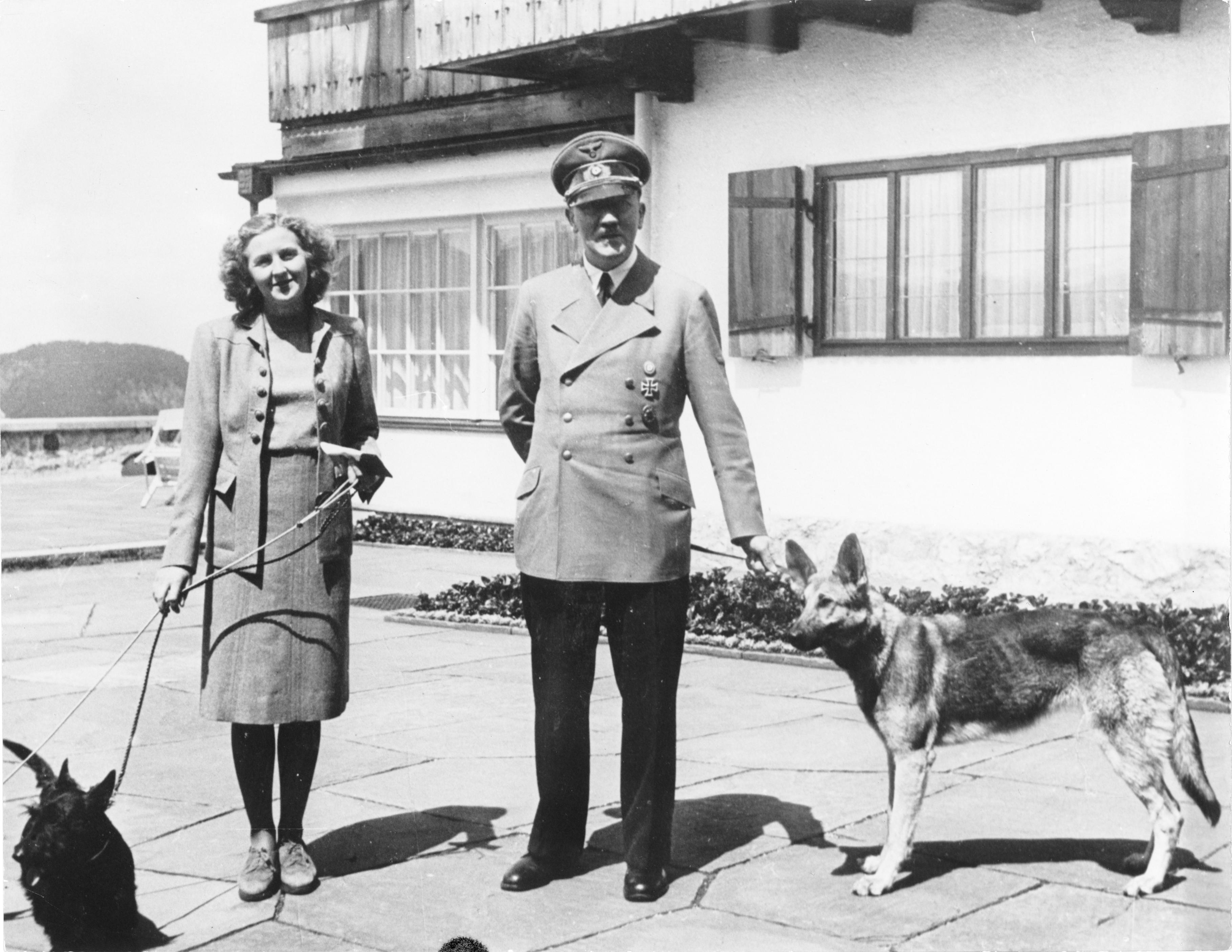
Гітлер та Єва Браун, 1942.

Особисте життя Гітлера маловідоме. Певно можна сказати лише те, що його єдиною офіційною дружиною була Єва Браун, з якою він побрався перед самою смертю 29 квітня 1945 року. Дітей від неї Гітлер не мав. З близьких родичів Гітлера відомо про його єдинокровного брата Алоїза, сином якого був Гайнц Гітлер, німецький військовик.

## Переконання і звички
Відповідно до більшості біографів, Гітлер був вегетаріанцем з 1931 року (з моменту самогубства Гелі Раубаль) до самої смерті в 1945 році. Деякі автори стверджують, що Гітлер лише обмежував себе у вживанні м'яса. Він також негативно ставився до куріння, у нацистській Німеччині була розгорнута боротьба з цією звичкою.
Гітлер з хворобливою ретельністю дбав про чистоту. Панічно боявся людей з нежитем. Не терпів фамільярності.
Був людиною не надто товариською. Звертав увагу на думку інших тільки тоді, коли вони були йому потрібні і робили те, що він вважав правильним. У листах ніколи не цікавився думкою інших. Любив вживати іноземні слова. Багато читав, навіть під час війни. За твердженням особистого лікаря фон Гассельбаха, він обов'язково кожен день опрацьовував хоча б одну книгу. В Лінці, наприклад, він записався відразу в три бібліотеки. Спочатку перегортав книгу з кінця. Якщо вирішував, що книгу варто читати, то читав частинами, тільки те, що йому було потрібно.
З погляду психологічної типології Гітлер був етико-інтуїтивним інтровертом[неавторитетне джерело].

## Нагороди Адольфа Гітлера[13]
Перша світова війна
- Залізний Хрест 2-го класу (2 грудня 1914 р.)
- Військовий хрест «За заслуги» 3-го класу (Баварія) (17 серпня 1917 р.)
- Полковий диплом за хоробрість (9 травня 1918 р.)
- Чорний нагрудний знак «За поранення» (16 травня 1918 р.)
- Залізний Хрест 1-го класу (4 серпня 1918 р.)
- Баварський службовий знак 3-го класу (25 серпня 1918 р.)

Міжвоєнний період
- Цивільний знак СС (№ 1; 20 квітня 1930)[14]
- Почесний хрест ветерана війни з мечами (4 вересня 1934 року)
- Орел Суверенітету — унікальна відзнака Гітлера як фюрера НСДАП (нагрудний знак у вигляді партійного орла), яку той носив на цивільному одязі у 1933—1935 роках.
- Золотий партійний знак NSDAP (№ 1)
- Знаки гау — як фюрер НСДАП Гітлер автоматично володів найвищим ступенем кожного знака гау
- Золотий почесний знак Гітлер'югенду із дубовим листям
- Почесний партійний знак «Нюрнберг 1929»
- Орден Крові (№ 1; листопад 1933 року)
- Почесний знак Кобург
- Знак учасника зльоту СА у Брауншвейзі 1931
- Почесний кут старих бійців
- Імперський орден Ярма і Стріли (Іспанія) (1 жовтня 1937)
- Медаль «У пам'ять 13 березня 1938 року»
- Медаль «У пам'ять 1 жовтня 1938» з пряжкою із зображенням Празького замку
- Медаль «У пам'ять 22 березня 1939 року»
- Орден Слона (Данія)

Друга світова війна
- Медаль «За будівництво оборонних укріплень» із застібкою «1944»
- Медаль «За вислугу років в NSDAP» в золоті, сріблі та бронзі (25 років)
- Нагрудний знак «За поранення 20 липня 1944 року» в сріблі

### У нумізматиці
1957 року в Аргентині для прихильників був зроблений приватний випуск монет з золота 333 проби номіналом у 20 і 100 р.м. Такі монети планувалися до десятої річниці приходу А. Гітлера до влади, але у зв'язку з невдачами на східному фронті, випущені не були. Зліва від року (1933 — рік приходу нацистів до влади), повинен був бути напис — PROBE помилково написано — PRODE. На початку 2000 невідомий замовник оплатив випуск аналогічних монет номіналом 100 р.м., але магнітних, посріблених, напис — PROBE.
Пам'ятні медалі (жетони) (близько 33 мм в діаметрі) в бронзі присвячені Адольфу Гітлеру, з гаслами його доби на звороті та імперським орлом, випущені на рубежі тисячоліть. Замовник невідомий, країна випуску — теж.

## У кінофільмах
Художніх
Гітлера зображено в численних художніх фільмах. У деяких з них він грає ключову роль, зокрема: «Гітлер: Останні десять днів», «Бункер», «Гітлер: Сходження диявола», «Моя боротьба» та інші.
Документальних
- «Гітлер і Сталін: Тирани-близнюки» (англ. Time watch. Hitler and Stalin: Twin Tyrants) — документальний фільм, знятий у 1999 році.
- «Шкала часу. Становлення Адольфа Гітлера» (англ. Timewatch: The Making of Adolf Hitler) — документальний фільм, знятий BBC у 2002 році[15].

## Цікаві факти
- Гітлер диктував свої виступи «на одному диханні», безпосередньо друкарці. За свідченням очевидців, він відтягував диктування до останньої хвилини; перед диктуванням довго ходив взад-вперед. Потім Гітлер починав «диктувати» зі спалахами гніву, жестикуляцією тощо. Дві секретарки ледве встигали записувати. Пізніше кілька годин працював, виправляючи надрукований текст[16].
- Останню прижиттєву кінозйомку Гітлера зроблено 20 квітня 1945 року у саду Райхсканцелярії. На ній Гітлер нагороджує членів гітлер'югенду за підбиті радянські танки[17]. Остання відома прижиттєва фотографія зроблена вдень 28 квітня або 29 квітня 1945 року. На ній Гітлер у супроводі невідомого офіцера розглядає вхід до свого бункера, що пошкоджений вибухом снаряда[18].
- У січні 2012 року картину Гітлера «Нічне море» продали на аукціоні за 32 тис. євро[19].
- Anophthalmus hitleri — жук, названий на честь Гітлера; став рідкісним через його популярність у неонацистів[20].
- В Індії неофіційно змінили назву жука-шкідника Catacanthus incarnatus, що також відомий як людиноликий смердючий клоп. Тепер його називають «жуком Гітлера» через забарвлення панцира, що нагадує обличчя німецького диктатора[21].
- Особистою зброєю Гітлера був пістолет 7,65 мм Walther PP (Polizeipistole), за деякими відомостями — 7,65 мм Walther PPK (Polizeipistole Kriminalmodell)[22][23].
- Будучи фюрером німецького народу, головою нацистської Німеччини та підконтрольних ОКВ та Вермахту, Гітлер до кінця свого життя залишався у військовому званні «єфрейтор»[24][25].
- 22 червня 2015 року на аукціоні в Німеччині 14 картин, що написав Адольф Гітлер, продано за 400 000 €[26].
- Гітлер мав приватну бібліотеку. Повний перелік книг донині не опублікований[27].